# Église Saint-Georges de Sélestat
Pour les articles homonymes, voir Église Saint-Georges.
L'église Saint-Georges est une église gothique située dans la ville de Sélestat, dans le Bas-Rhin. Rivale de l'église conventuelle Sainte-Foy toute proche, elle marque l'essor de la bourgeoisie.
L'église se situe à proximité de la Bibliothèque humaniste, fondée en 1452 par Jean de Westhuss, prêtre à l'église Saint-Georges. Tout d'abord dédiée à la Sainte Vierge, l'église n'est connue sous le vocable de saint Georges que depuis 1500.
L'édifice fait l'objet d'un classement au titre des monuments historiques depuis le 18 mars 1848.

## Construction de l'église (VIIIe–XVesiècle)
L'édifice paroissial est cité pour la première fois au VIIIe siècle. Il s'agit alors d'une chapelle baptismale, située dans l'enceinte du palais impérial édifié par Charlemagne, et que l'empereur aurait visité lors du Noël de l'an 775. L'église repose sur les vestiges d'une vaste rotonde, partiellement dégagée lors de fouilles effectuées dans la crypte en 1876 et 1902. L'essentiel de la basilique, de style gothique flamboyant, est édifié par les commerçants de Sélestat, à quelques mètres de l'église romane. Les travaux de construction de la nouvelle église - construite selon un plan en croix latine et possédant trois nefs et deux transepts opposés -, débutent à partir des années 1220 et se poursuivent de manière ininterrompue jusqu'au début du XVe siècle, mais on note cependant des ajouts ultérieurs. Les bas-côtés de la nef sont construits lors de la première campagne et comportent à l'extérieur un portail en plein-cintre à colonnettes. Un autre portail de cette campagne est remployé dans le mur Nord du massif antérieur. Le premier chœur avec deux absidioles et le transept sont élevés vers 1230. Les absidioles présentent dans leurs élévations intérieures un parti champenois comprenant une coursière au-dessus des arcades du premier niveau traversant des contreforts intérieurs. La nef est élevée à partir de 1235, présentant des élévations et des voûtes sexpartites de style bourguignon.

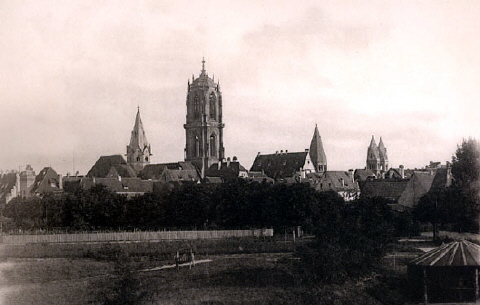
L'église Saint-Georges vers 1900.

Le massif occidental - comportant cinq travées - est élevé au début du XIVe siècle. De même, la tour occidentale, elle-même coiffée d'un octogone à pinacles, est datée du XIVe siècle, bien que les travaux soient interrompus au cours de ce siècle. Dans l'axe de la tour se trouve un portail médian. La construction du vaste chœur à trois travées démarre à la fin du XIVe siècle. Il prend alors la place d'une abside dont seules deux absidioles sont conservées. Trois architectes participent à ces travaux. Le premier est Jean Obrecht, bourgmestre en 1401 et le deuxième est Matthis, entre 1400 et 1410. Mais le plus célèbre est le troisième, Erhart Kindelin, qui a sans doute réalisé les trois baies du chevet entre 1415 et 1422. La construction du clocher se poursuit au cours du XVe siècle et un jubé est élevé en 1489 et 1490 par Conrad Sifer, mais il est détruit lors de la Révolution de 1789. Une porte est percée au XVe siècle sur le mur Nord du transept. Le tympan en arc brisé figure un décor sculpté de baguettes à l'extérieur. Un relief sculpté au revers représente le voile en relief de sainte Véronique, avec des clous sculptés et la Sainte Face. Ce relief, classé monument historique depuis le 16 mars 1848 au titre d'immeuble, pourrait également être l'œuvre de Conrad Sifer. Un escalier montant au comble de la nef porte la date de 1615, le nom de Stéphane Exstel et sa marque de tâcheron. De nombreuses marques de tâcheron sont également relevées sur tout l'édifice.
Sous la direction d'Antoine Ringeisen (1811-1889), architecte de l'arrondissement de Sélestat de 1840 à 1888, d'importants travaux de restauration sont entrepris de 1847 à 1865 avec le réaménagement du chœur et de la tour de croisée, ainsi que de 1922 à 1924. La présence d'épitaphes d'humanistes sélestadiens est alors découverte dans le narthex, comme Beatus Rhenanus - orphelin de mère très tôt, il sera d'ailleurs élevé par le prêtre Reinhart Kegler, chapelain à l'autel Sainte-Catherine de l'église Saint-Georges, oncle de qui il héritera toute sa fortune-, Jacques Wimpfeling ou encore Crato Hofmann. L'église est classée monument historique par arrêté du 16 mars 1848.
L'ensemble s'élève à environ 65 m.

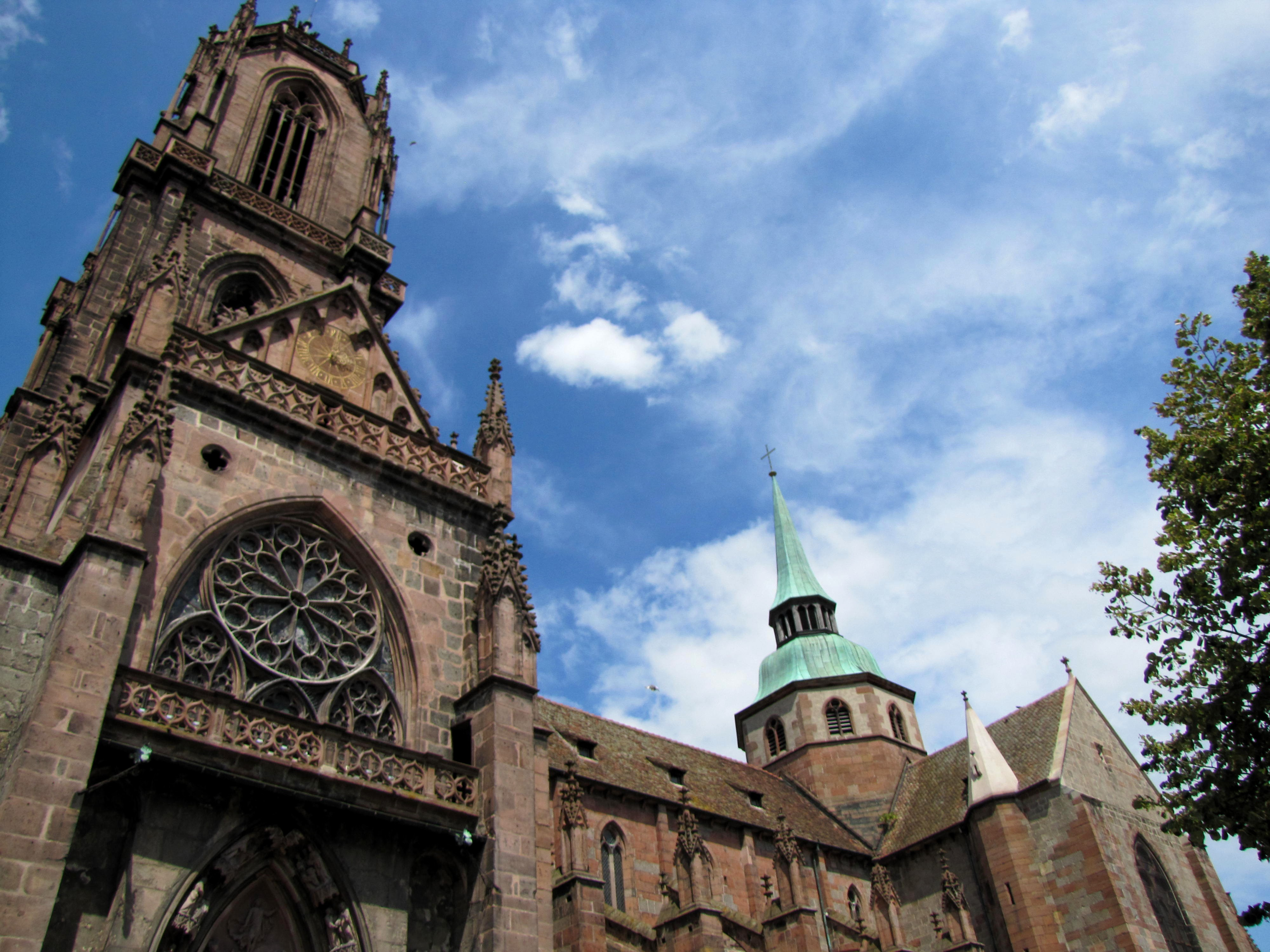
Façade côté sud de l'église Saint-Georges.
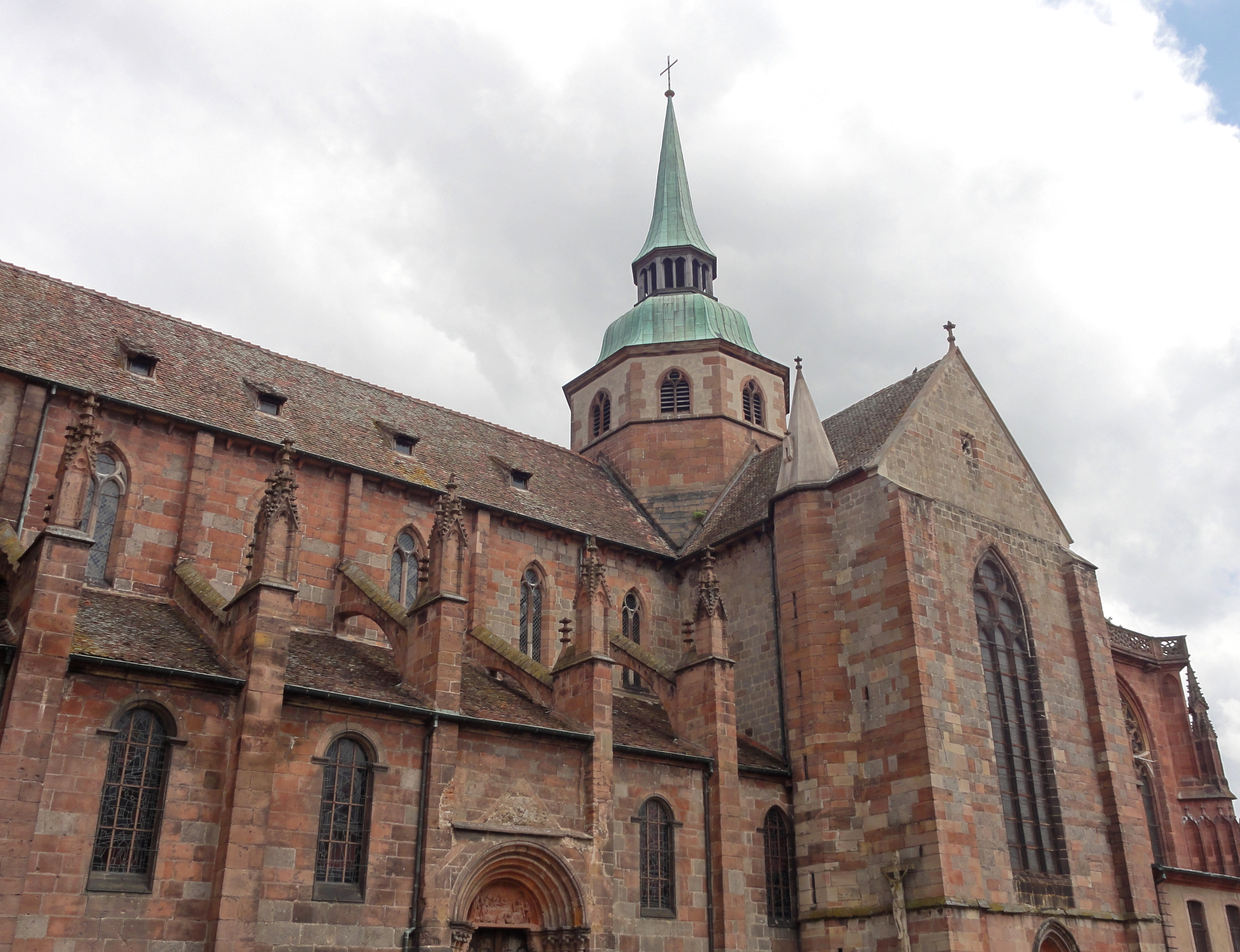
Façade côté sud et tour de croisée.
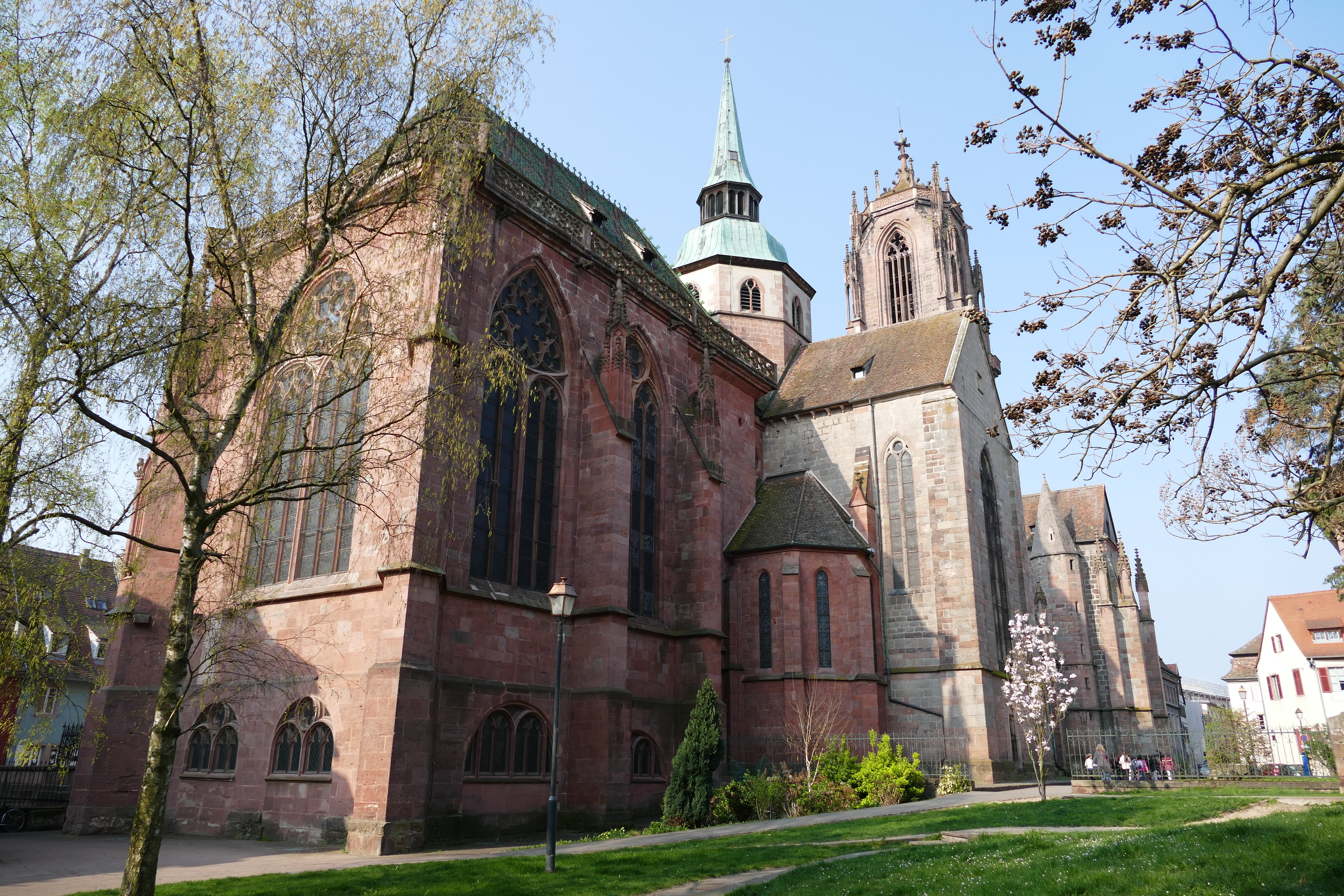
Chevet et façade côté nord.

### Portails
Un premier portail, datant de la seconde moitié du XIIIe siècle, présente des pentures médiévales encore visibles. Le tympan, en arc brisé, est sculpté en 1844 par Emile Sichler, sculpteur à Sélestat. L'adoration des Mages est représentée sur le tympan, et des feuilles de chêne et de vigne sont sculptées sur les chapiteaux des colonnes. Un second portail, date du début de la campagne de la nef, vers 1220-1230. Les vantaux et les pentures sont médiévaux. Le tympan en plein cintre, exécuté par Sichler, représente le repas chez Simon. Des feuilles de vigne, du raisin et un serpent décorent les coussinets de la porte. Les chapiteaux sont à crochets. Un troisième portail, de style roman, provient sans doute de la nef ou du transept, construits au XIIIe siècle. Il est probablement transféré à cet emplacement à une date ultérieure inconnue. Vantaux et pentures médiévaux sont visibles, de même que des marques de tâcheron. Le tympan, en plein cintre, est orné d'un décor sculpté en bas-relief figurant des feuilles de chêne et de vigne, ainsi qu'un être fantastique, accroupi sur les coussinets. Un quatrième portail est réalisé vers 1320, dont le tympan en arc brisé, l'ébrasement et la voussure sont ornés de sculptures, remplaçant celles détruites à la Révolution, par Sichler en 1847. Un premier projet pour le tympan retenait le Christ au mont des Oliviers, mais il est remplacé par l'Ascension. Les vantaux sont remplacés en 1847, d'après un dessin d'Antoine Ringeisen, architecte de la ville. Il figure également saint Michel, saint Georges, la résurrection du fils de la veuve, la Samaritaine au puits, le denier de César, la multiplication des pains, ainsi que Jésus guérissant et bénissant les enfants. Un cinquième portail, situé sur le massif occidental, est réalisé vers 1320. Le tympan est remplacé par Sichler et les vantaux de chêne du XVe siècle sont changés en 1844, d'après un dessin de Rivaud, architecte de la ville. En arc brisé, il représente la Pentecôte.

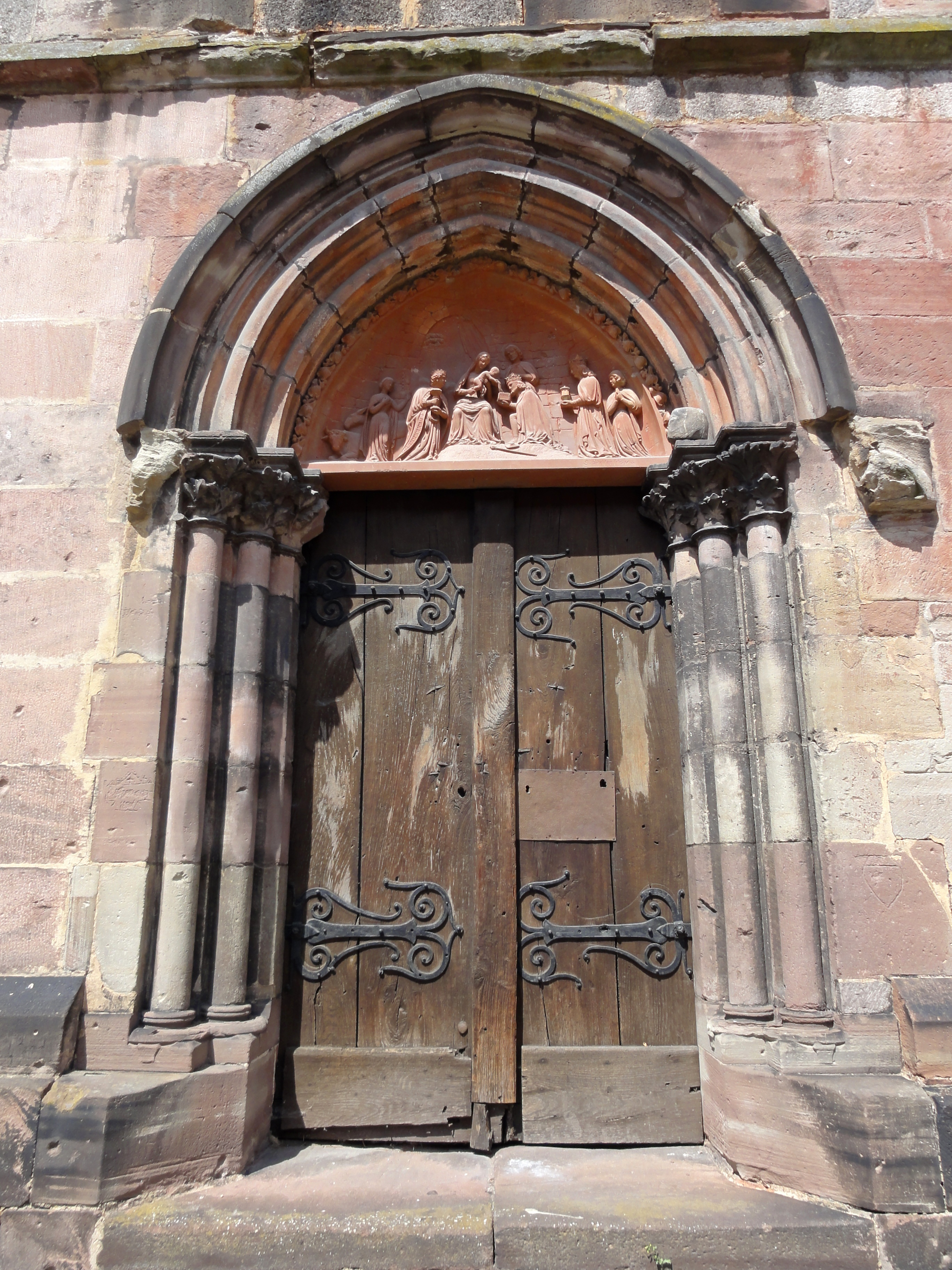
Portail roman du XIIIe siècle avec tympan "Adoration des Rois Mages" (1844).
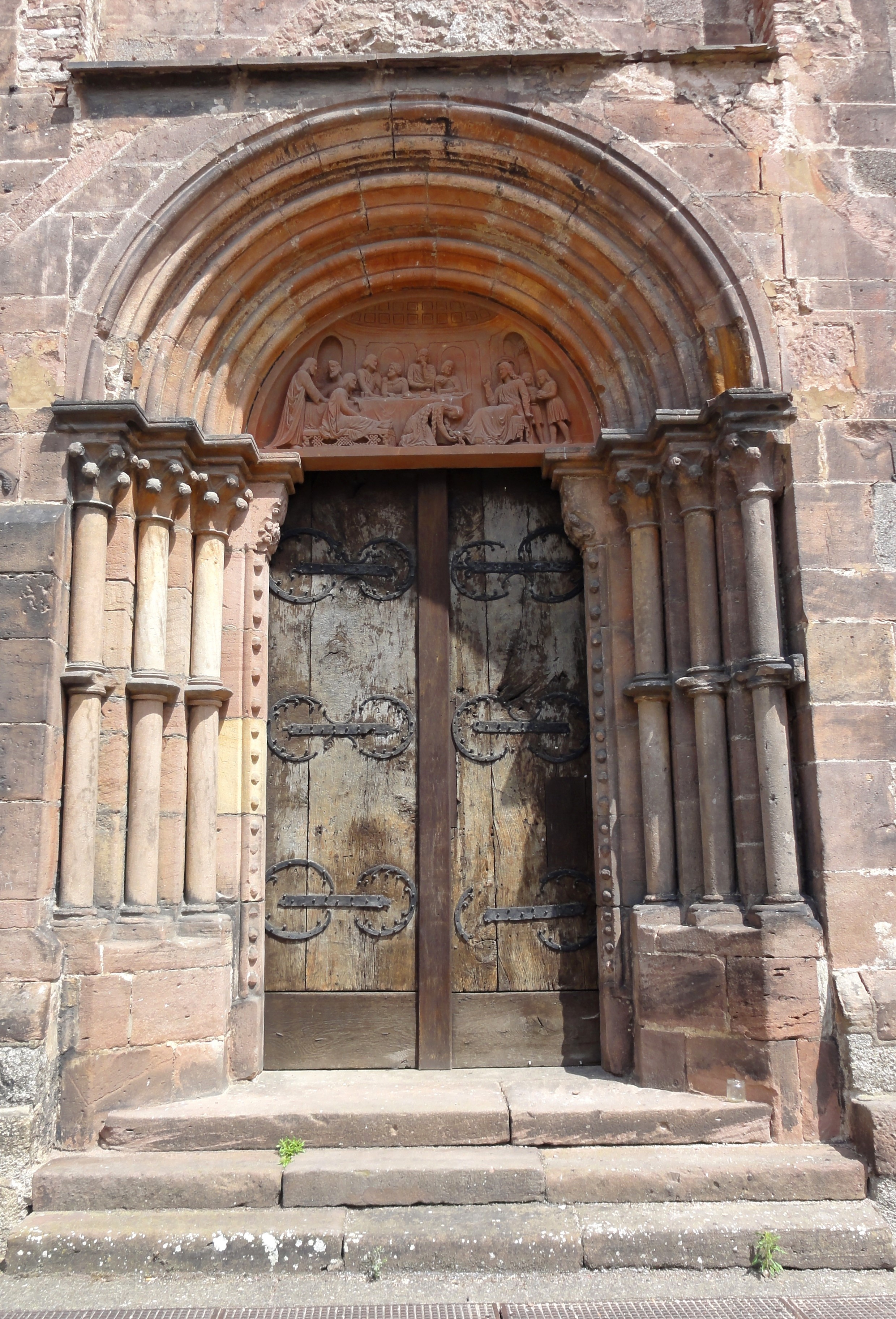
Portail roman du XIIIe siècle avec tympan "Repas chez Simon" (1844).
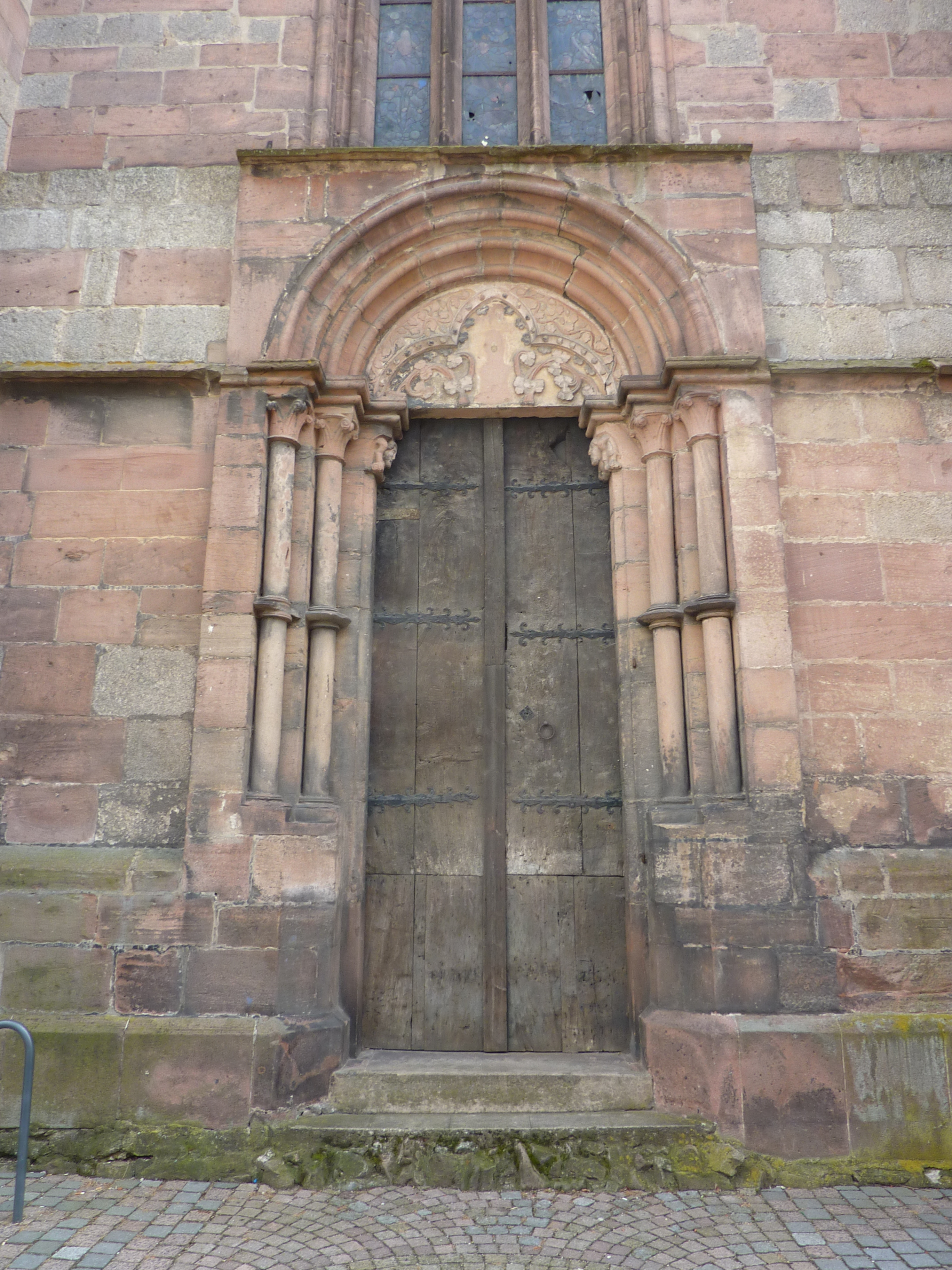
Portail roman du XIIIe siècle avec motifs.
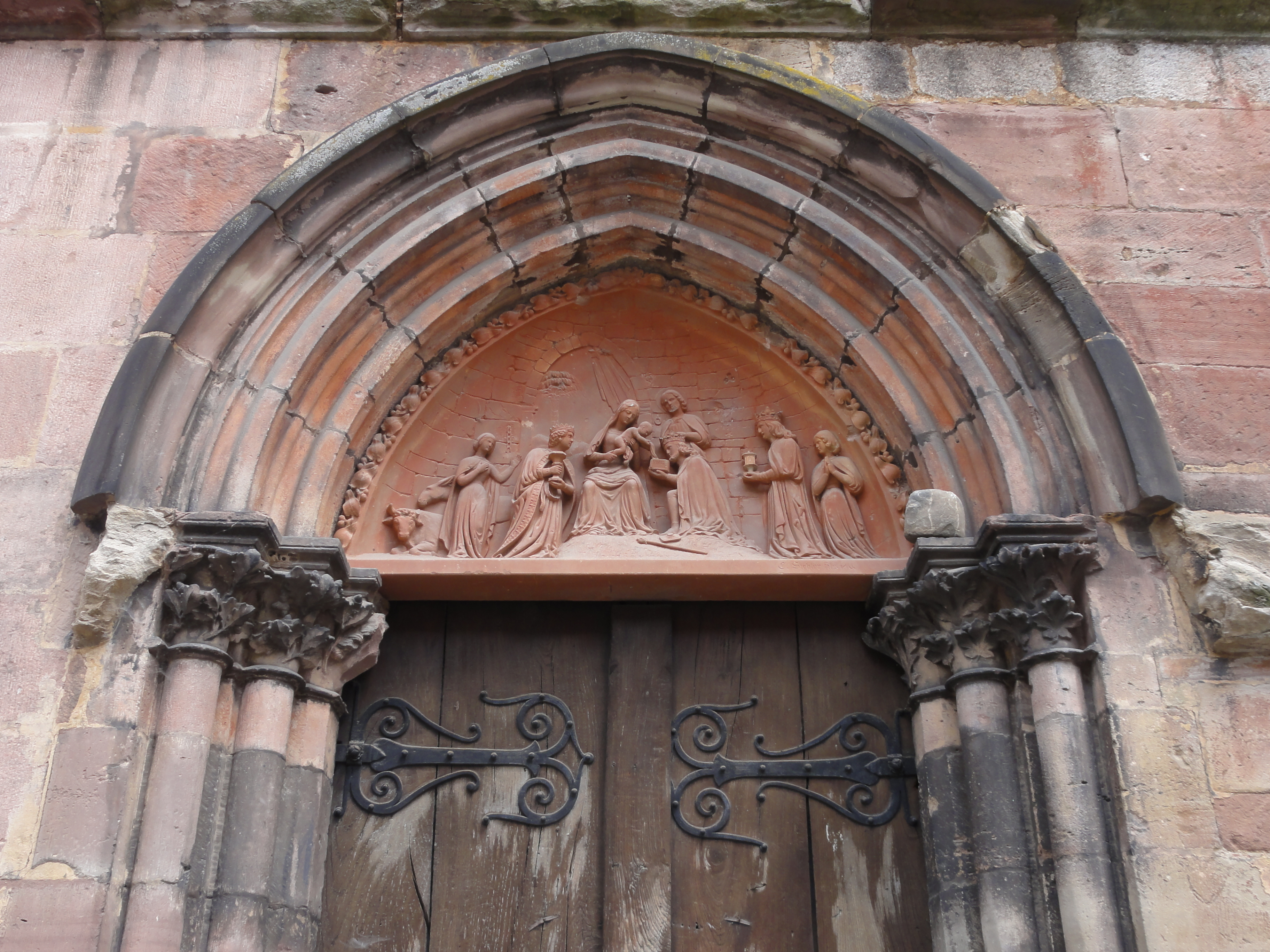
Tympan "Adoration des Rois Mages" (1844).
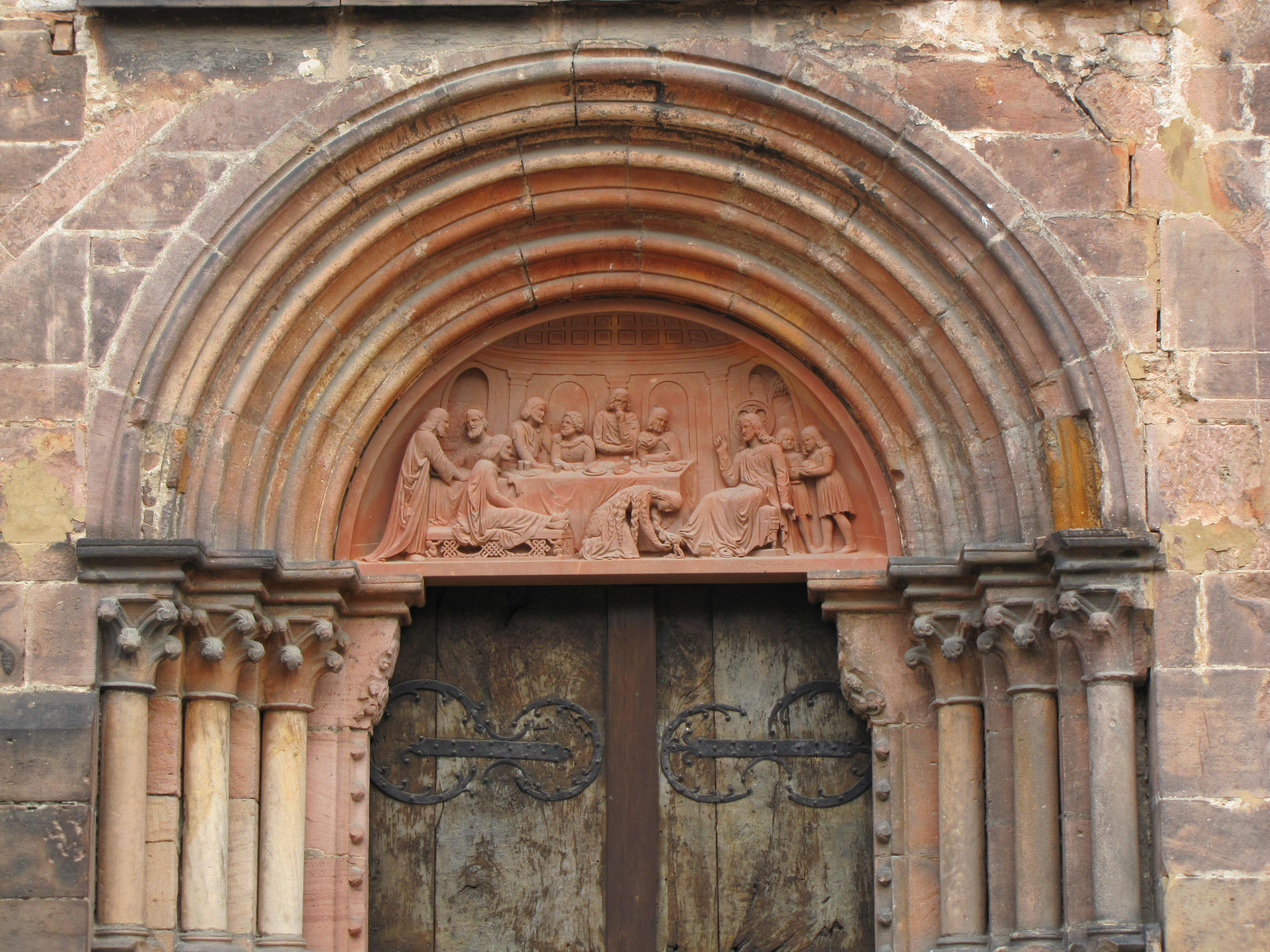
Tympan "Repas chez Simon" (1844).

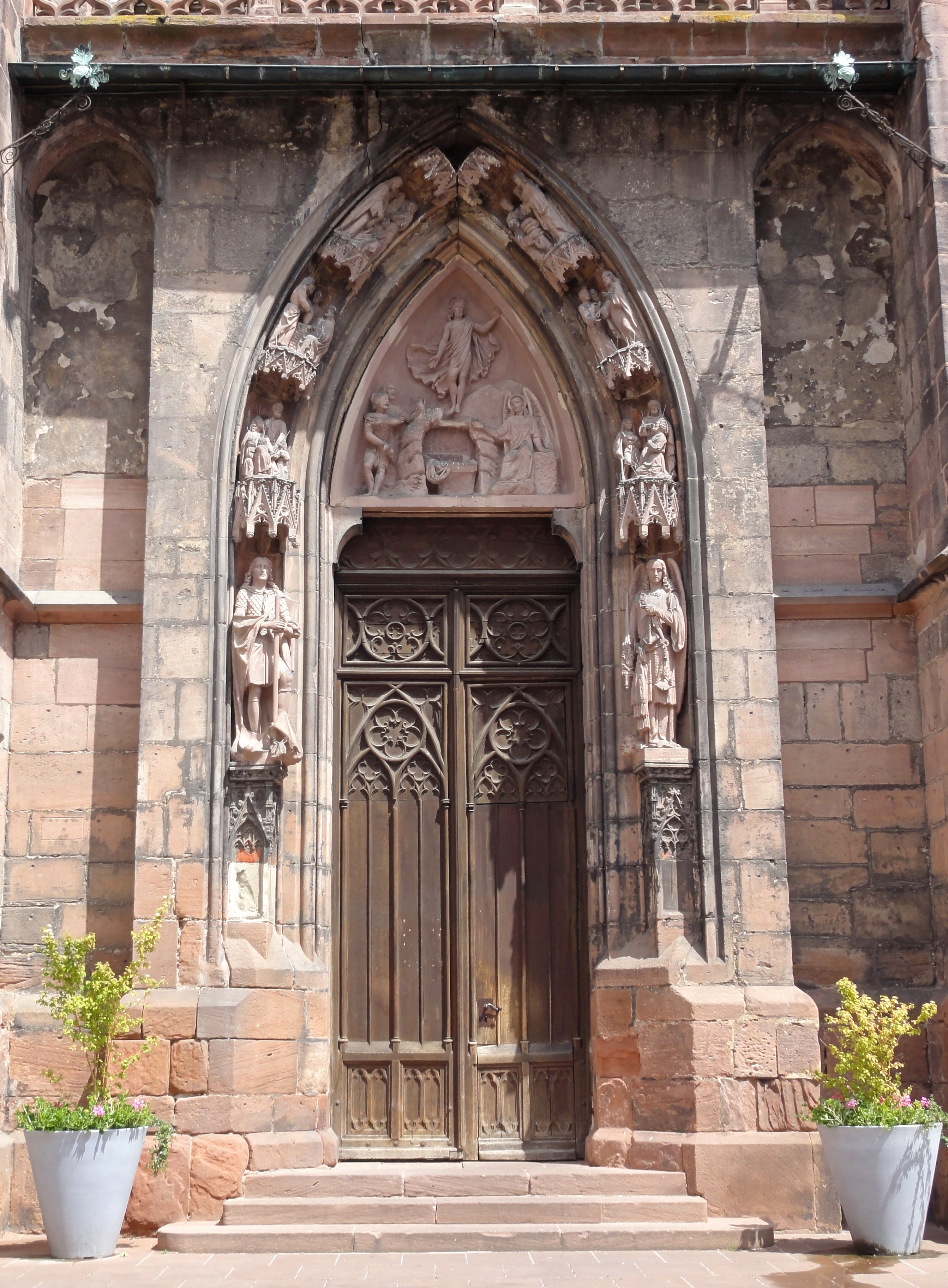
Portail gothique du XIVe siècle avec tympan "Ascension" (1847).
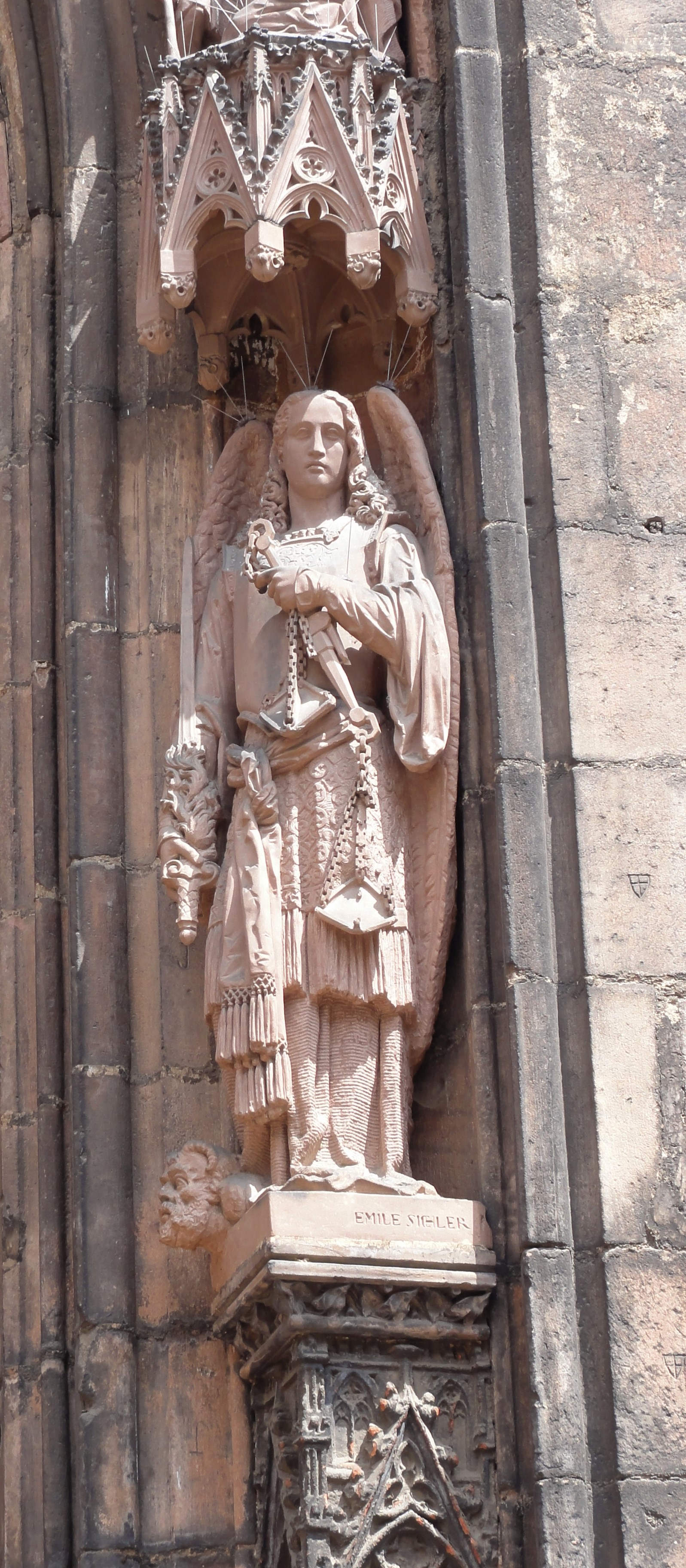
Statue de saint Michel (1847).
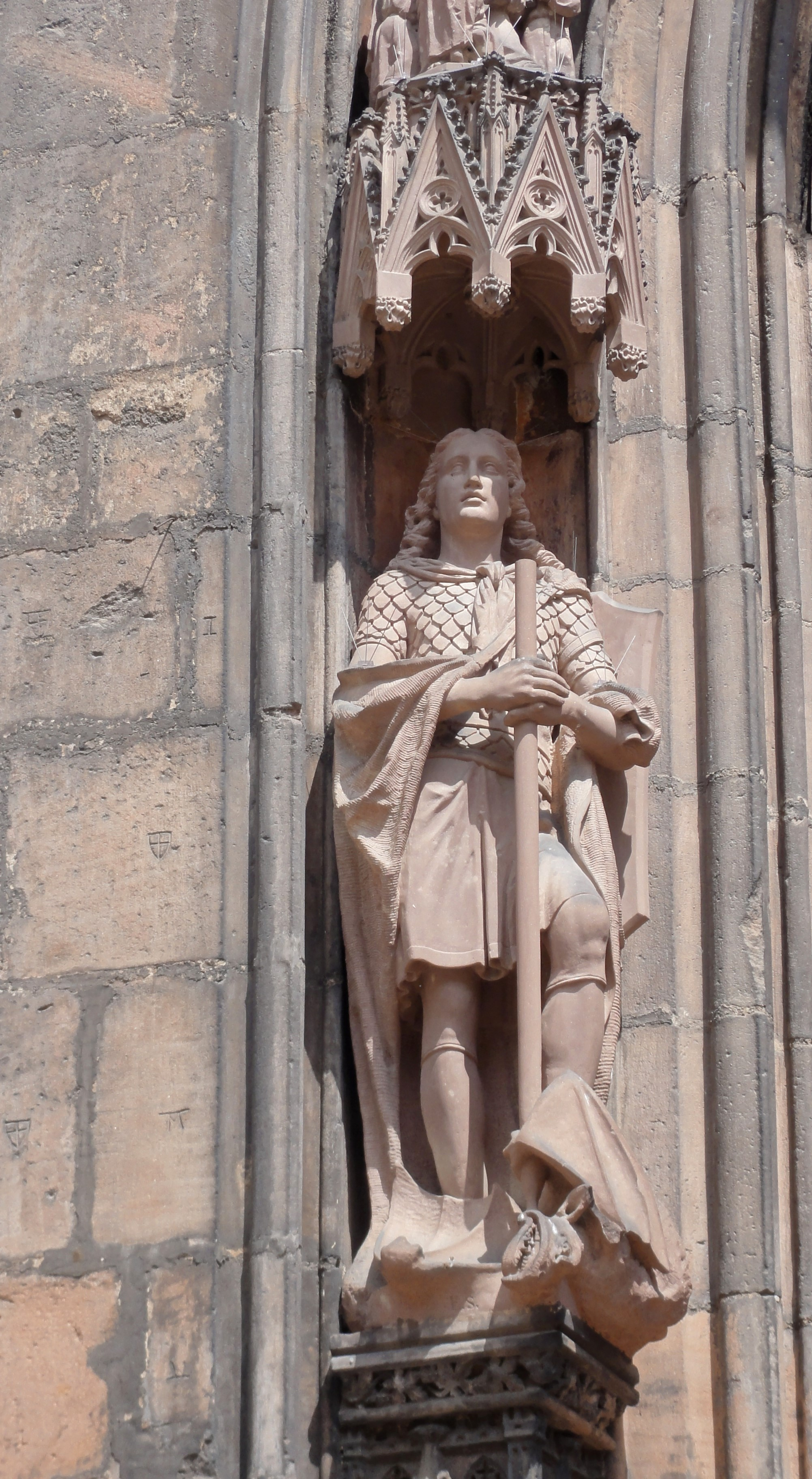
Statue de saint Georges (1847).
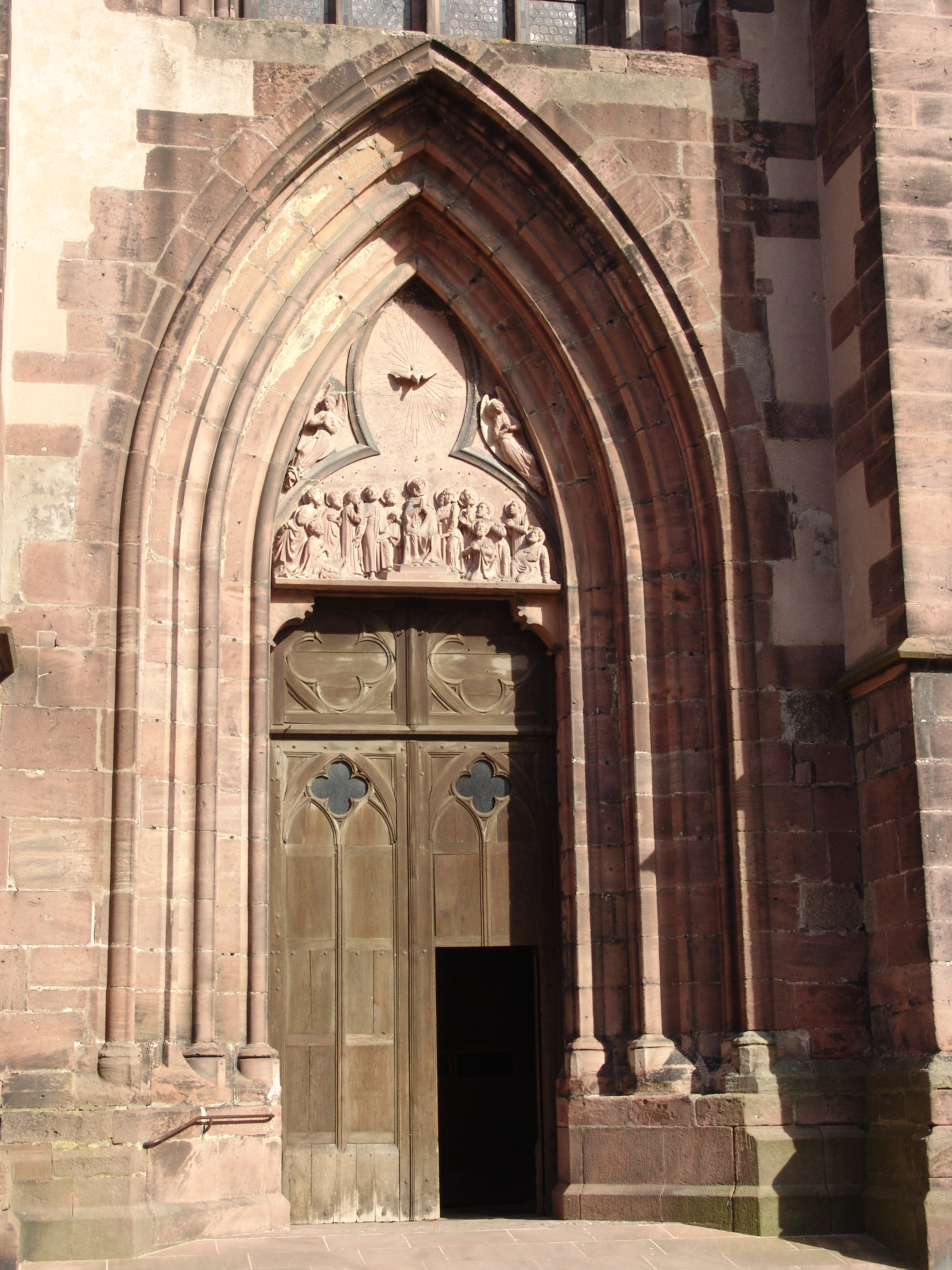
Portail gothique du XIVe siècle avec tympan "Pentecôte" (1848).
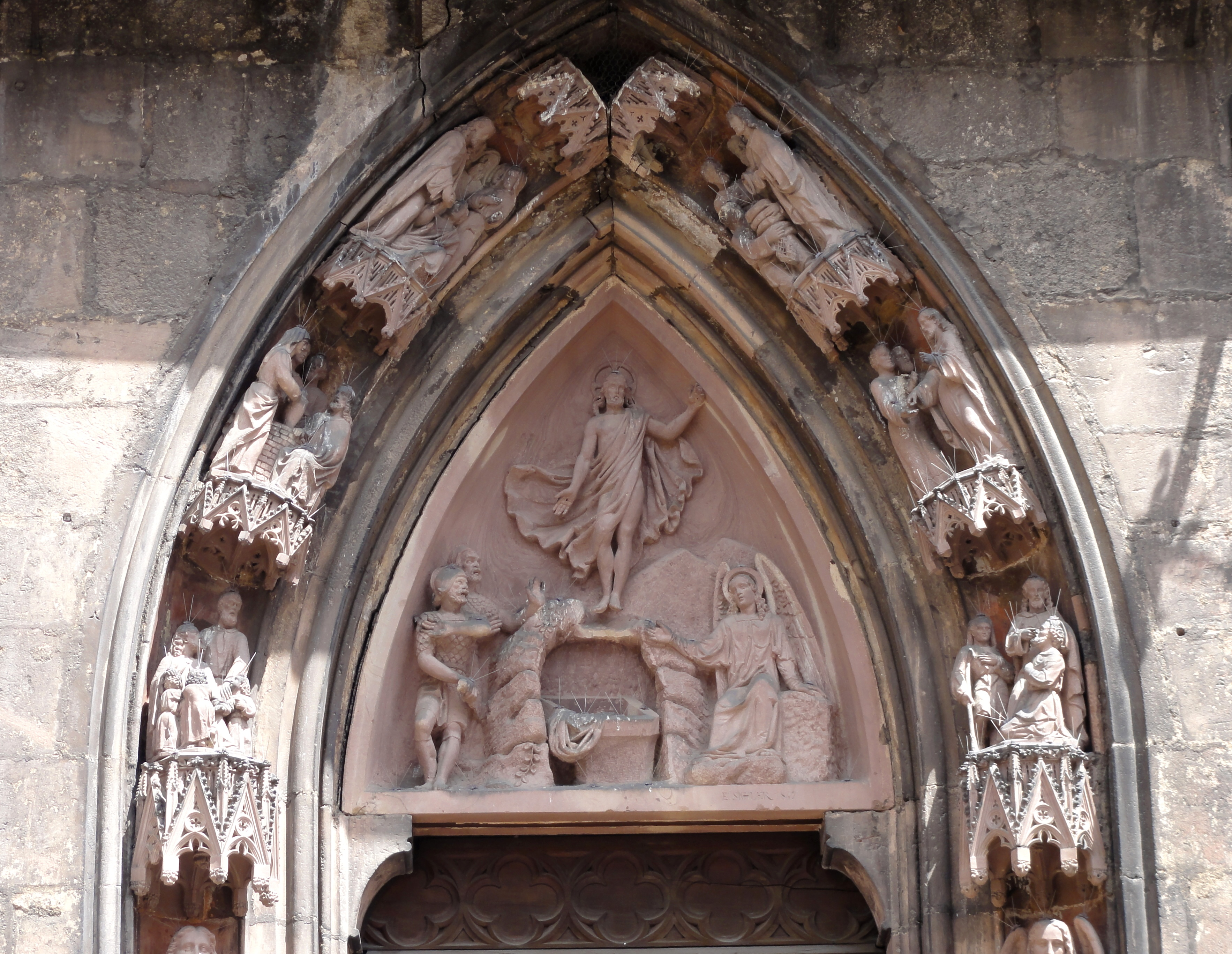
Tympan "Ascension" (1847).
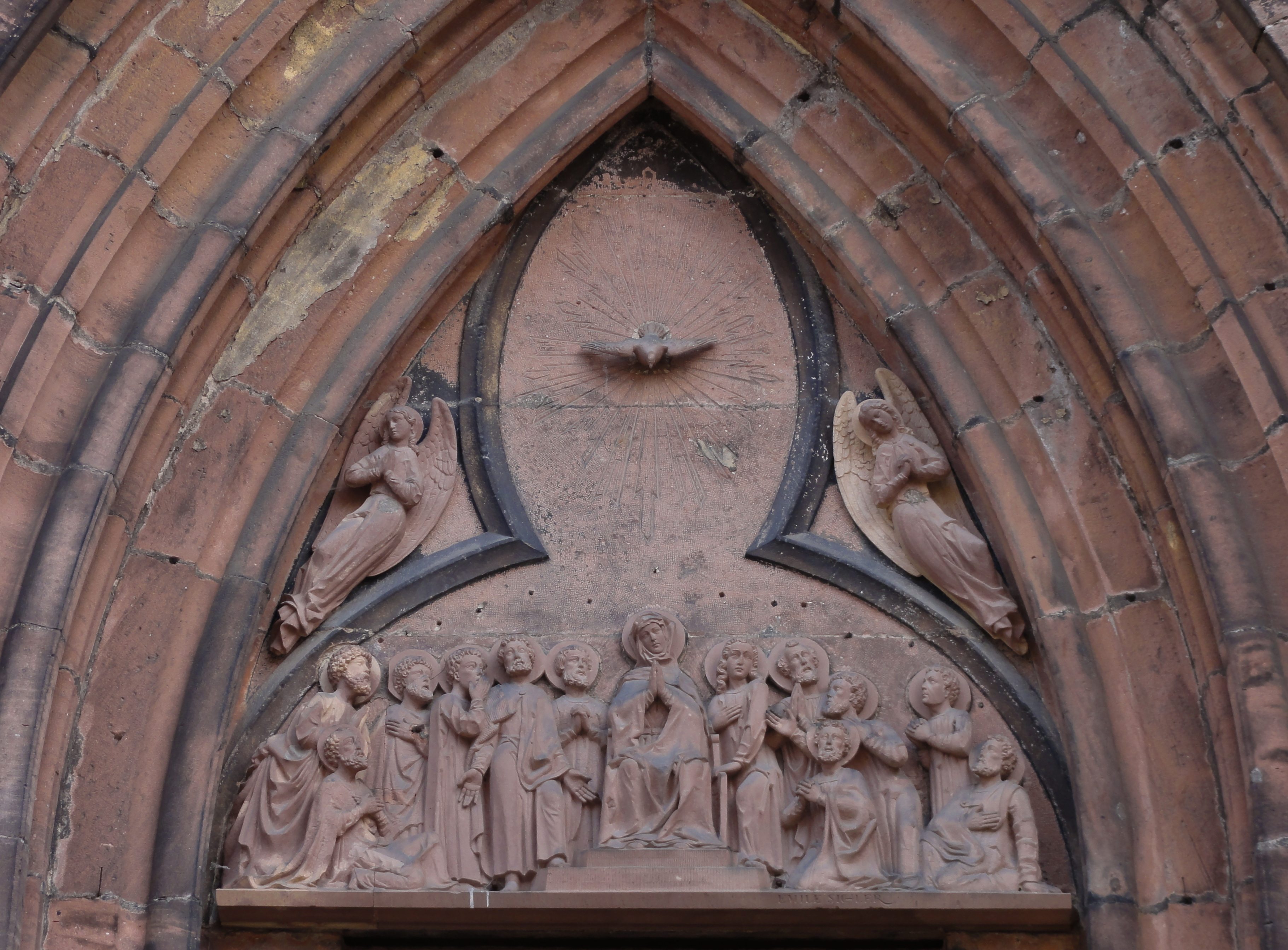
Tympan "Pentecôte" (1848).

La porte principale de l'église, possédant un tympan sculpté, date sans doute de la fin du XVe siècle. Elle pourrait être l'œuvre de Conrad Sifer ou de son atelier, qui est l'auteur du jubé à partir de 1490. En effet, le style des ornements végétaux se rapproche beaucoup des vestiges du jubé, conservés à la bibliothèque humaniste. L'arrière du tympan est sculpté d'une Sainte Face.

### Clefs de voûte

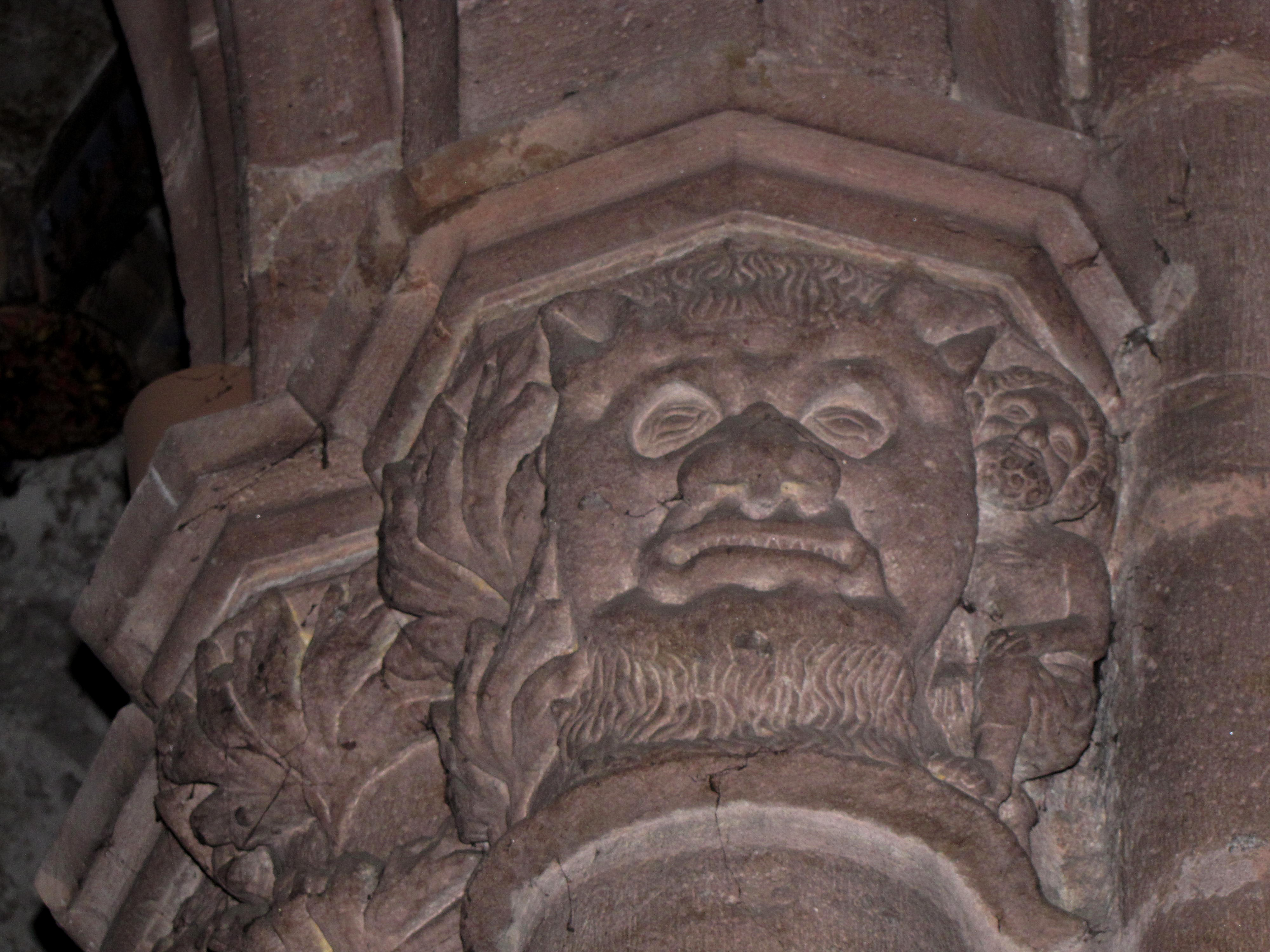
Chapiteau à tête grimaçante.

Les clefs de voûte des différents vaisseaux de l'église, en grès taillé et peint en polychromie, datent du XIIIe au XVe siècle : celles du transept et de la nef sont des XIIIe et XIVe siècles, celles de la crypte et du chœur du XVe siècle. Leur peinture est restaurée en 1859 par François Antoine Denecken, telles qu'elles étaient à l'origine, c'est-à-dire sur fond rouge et bleu, avec des ornements en feuillage doré. Les différentes clefs de voûte sont décorées des symboles du Tétramorphe, du Christ, de l'Agneau mystique, de feuillage, de feuilles de chêne et de vigne, de saint Jean-Baptiste, sainte Agnès, d'un paysan, du Couronnement de la Sainte Vierge, du Christ ressuscité, ainsi que d'un roi et d'une épée.

### Chapiteaux
Les chapiteaux des piles des arcades et des voûtes d'ogives de la nef et du massif antérieur datent des XIIIe et XIVe siècles, ceux du transept du XIIIe siècle, et ceux du chœur datent du XVe siècle. Certains chapiteaux sont décorés de corbeilles et de feuilles. Ceux des absidioles du transept sont peints et dorés. On peut voir une tête humaine grimaçante sur un chapiteau du vaisseau central.

### Ameublement intérieur

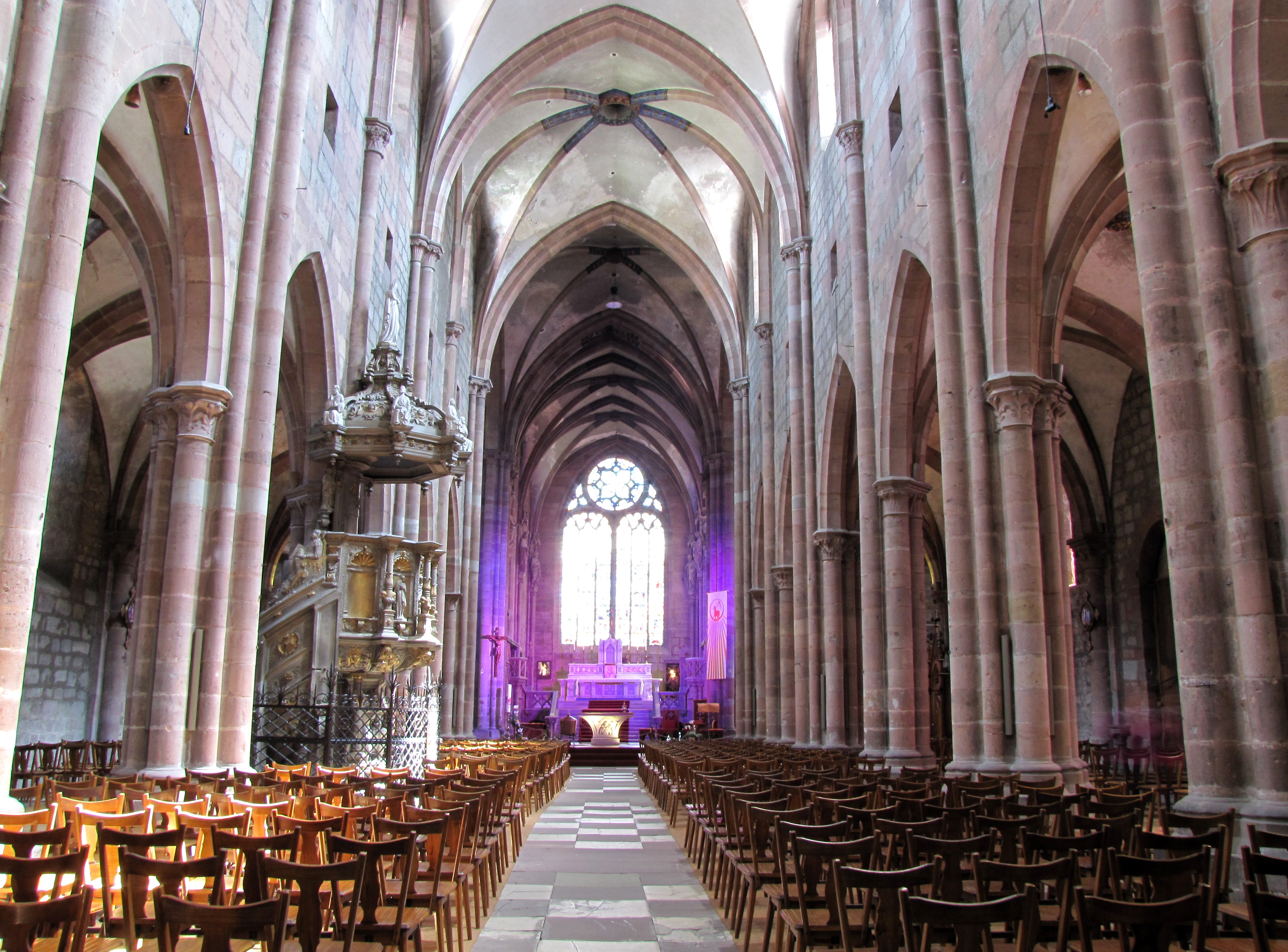
Vue intérieure de la nef vers le chœur.
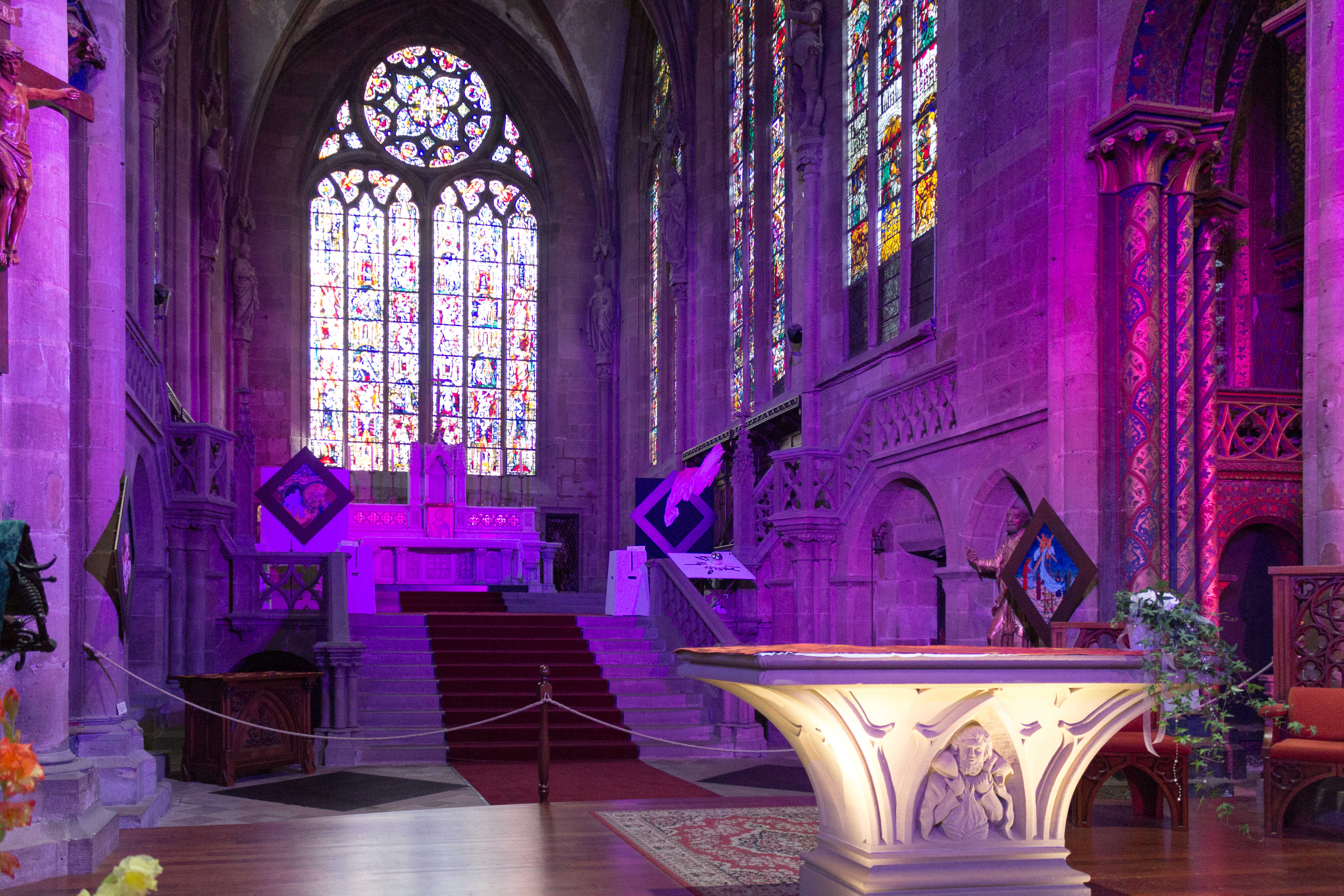
Vue d'ensemble du chœur.
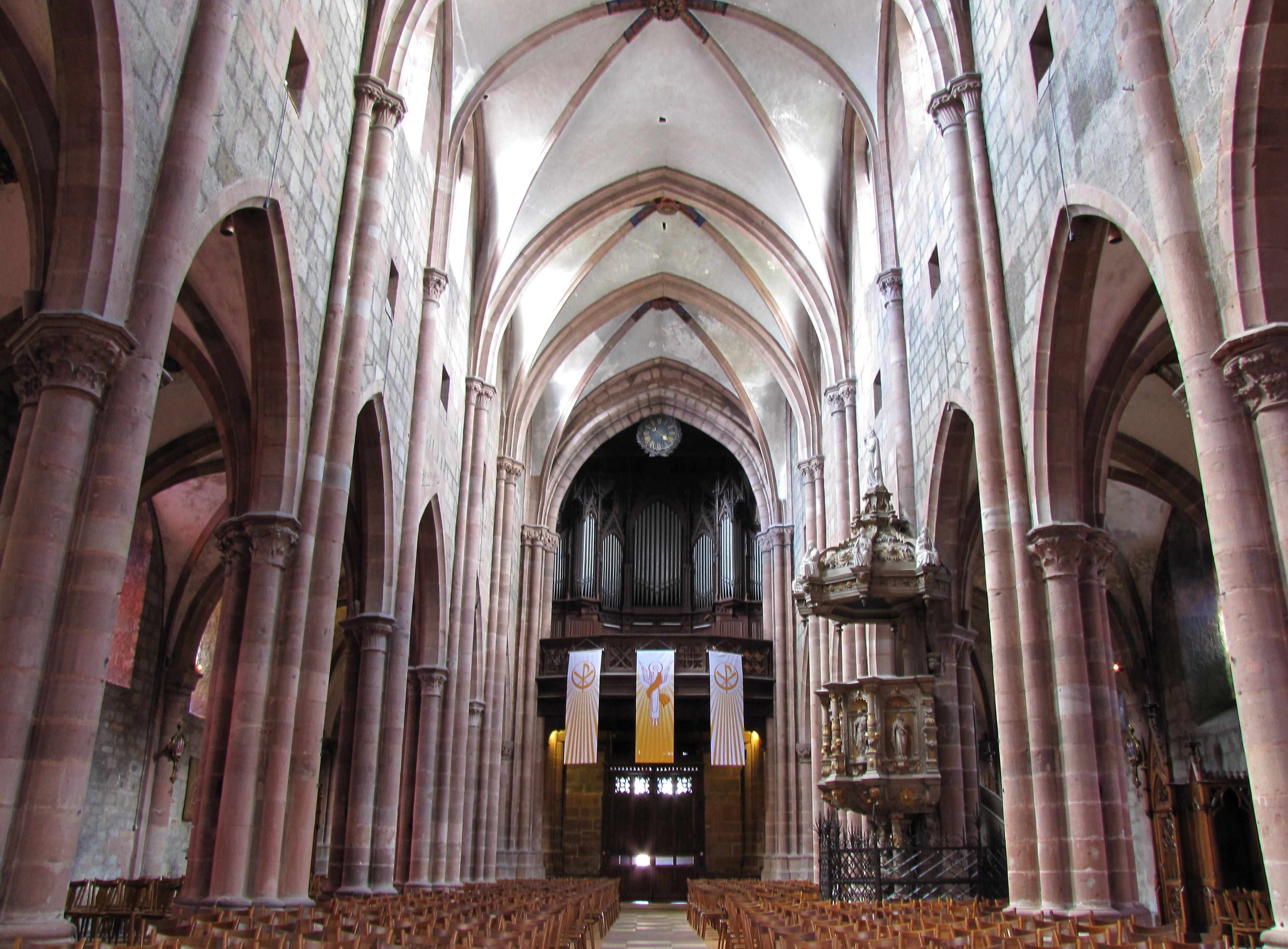
Vue intérieure de la nef vers la tribune d'orgue.

#### Statues
L'église abrite également un certain nombre de statues, exécutées du XVIIe au XIXe siècle.

##### Œuvre de J.L. Meyer
Une statue de la Vierge à l'Enfant provient du retable de l'autel de la Sainte Vierge de l'église Sainte-Foy, érigé en 1730 par les jésuites. Il s'agit d'une œuvre du sculpteur Jean Léonard Meyer, établi à Sélestat depuis 1719. L'autel est détruit depuis 1892, mais plusieurs statues ont été conservées et sont exposées à la bibliothèque humaniste de la ville. La statue, en bois taillé, peint en polychromie et doré, présente l'Enfant Jésus et un angelot sculptés dans la masse.

##### Œuvres de A. C. Vallastre-Sichler
La paroisse passe commande de plusieurs statues entre 1829 et 1833 à Anne Catherine Vallastre-Sichler, épouse d'Ignace Sichler. Elle exécute un groupe sculpté, figurant l'éducation de la Sainte Vierge. Sainte Anne et la Sainte Vierge sont sculptées dans deux morceaux de bois. Elle livre également une statue de saint Vincent de Paul, portant un enfant dans ses bras. La peinture est réalisée par Stumpff, puis restaurée par Arthur Graff en 1969 et reprise en 1975 par Schindhelm.

##### Œuvres d'E. Dock
Un groupe de six statues est réalisé par le sculpteur Eugène Dock de Strasbourg (1827-1890). En grès rose taillé, elles représentent saint Georges, saint Nicolas, saint Paul, saint Pierre, sainte Agnès et sainte Catherine.

##### Œuvres d'auteurs inconnus
Une Vierge de Pitié du XVIIIe siècle, sculptée en revers évidé et peinte en polychromie, représente la Sainte Vierge et le Christ taillés dans le même morceau de bois. Une statue du Christ présenté à Ponce Pilate en bois taillé peint et doré, dite Ecce homo, date de la seconde moitié du XIXe siècle. Deux statues représentant les saints apôtres Pierre et Paul, datent sans doute du XVIIIe siècle. Elles proviendraient d'autels-retables secondaires leur étant dédiés, attestés au XVIIIe siècle. La statue de saint Paul est probablement remaniée, car le traitement des plis de ses vêtements est sensiblement différent de celui de saint Pierre. La main droite de saint Pierre est restaurée après 1970.
Deux statues en bois taillé polychrome, représentant le Sacré-Cœur du Christ et de la Sainte Vierge, datent de la seconde moitié du XIXe siècle. Formant à l'origine un ensemble, elles sont actuellement présentées dans deux endroits différents. Un groupe de trois statues des Pères de l'Église - celle de saint Jérôme a disparu - date probablement de la fin du XVIIe siècle ou du début du XVIIIe siècle. Elles pourraient provenir du nouveau maître-autel qui est mis en place dans l'église en 1683 et 1684. Celui-ci comprenait des statues colossales sur un baldaquin, réalisés par Franz Hauser et encore citées par Geny à la fin du XVIIIe siècle.

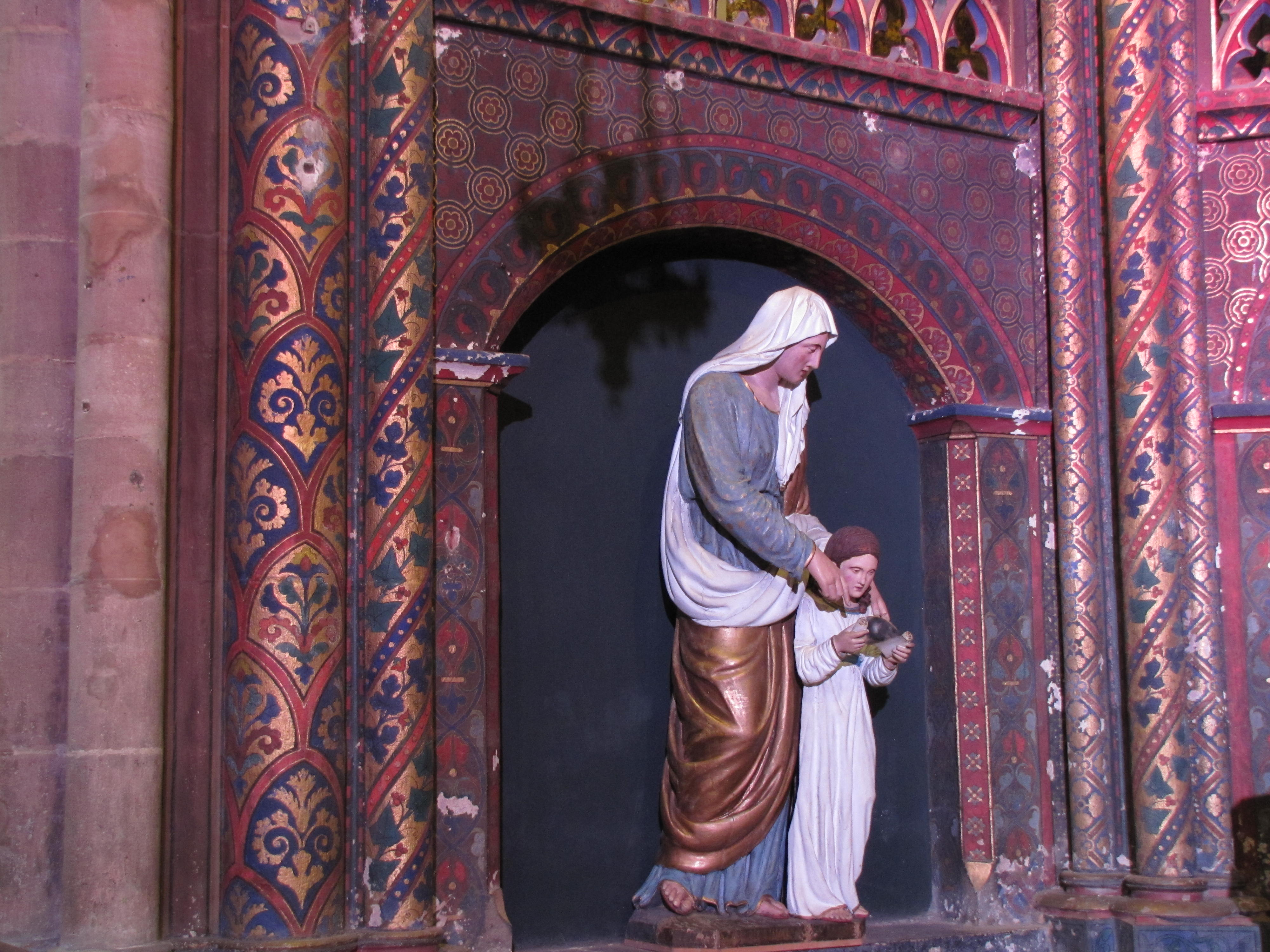
Groupe sculpté "Éducation de la Vierge" (1829).
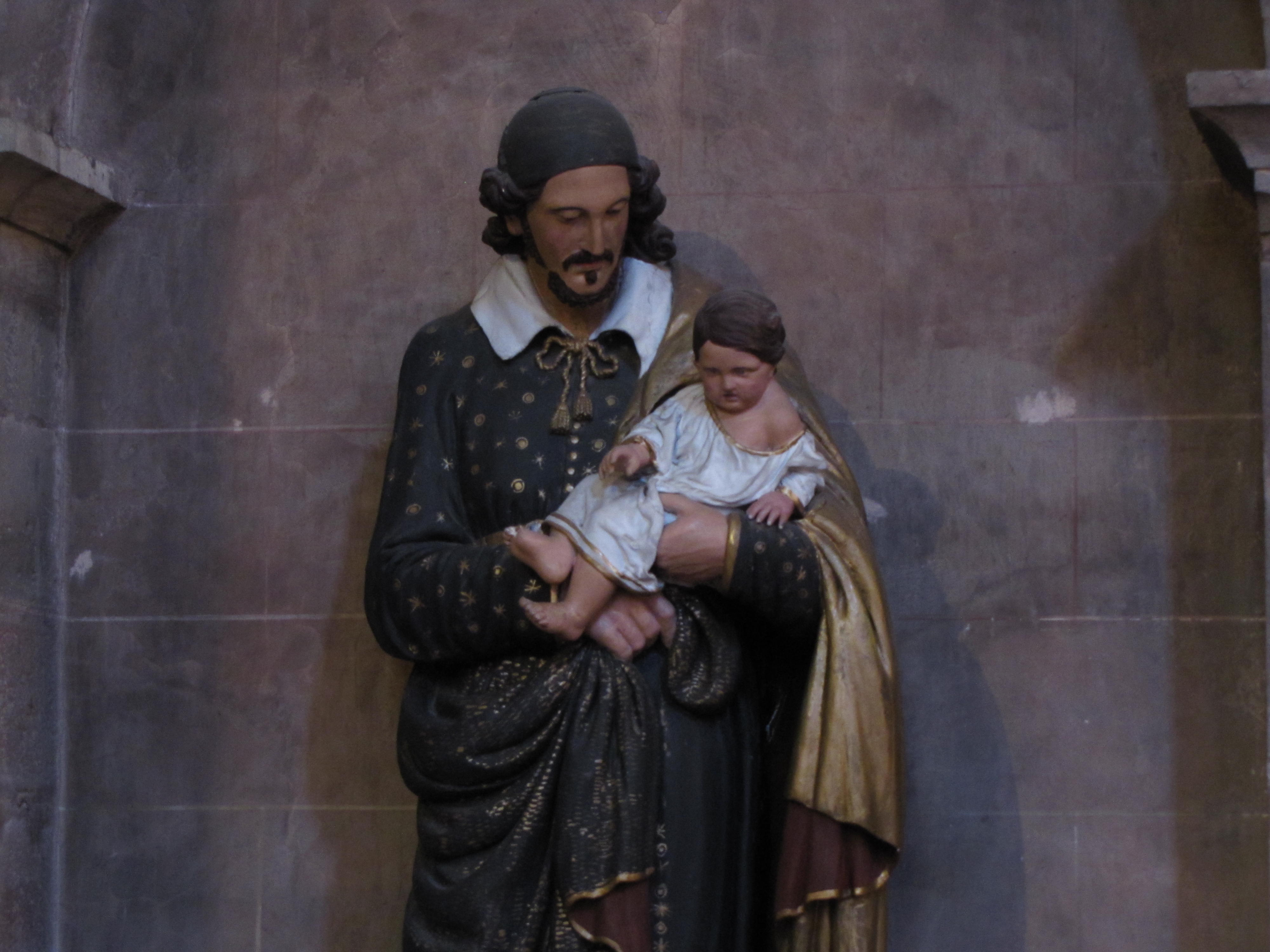
Statue de saint Vincent-de-Paul portant l'enfant Jésus (1829).
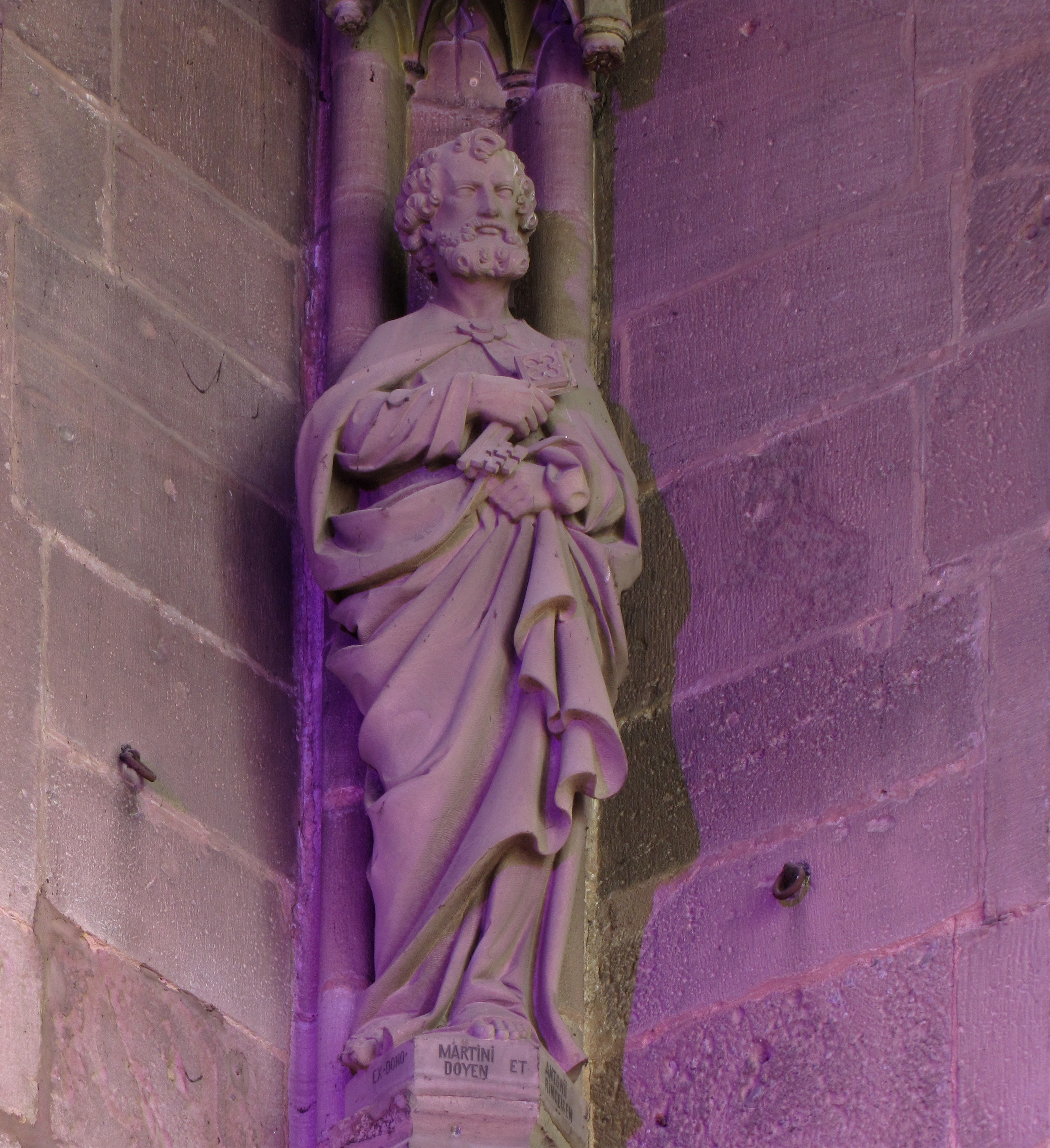
Statue de saint Pierre (XIXe siècle).
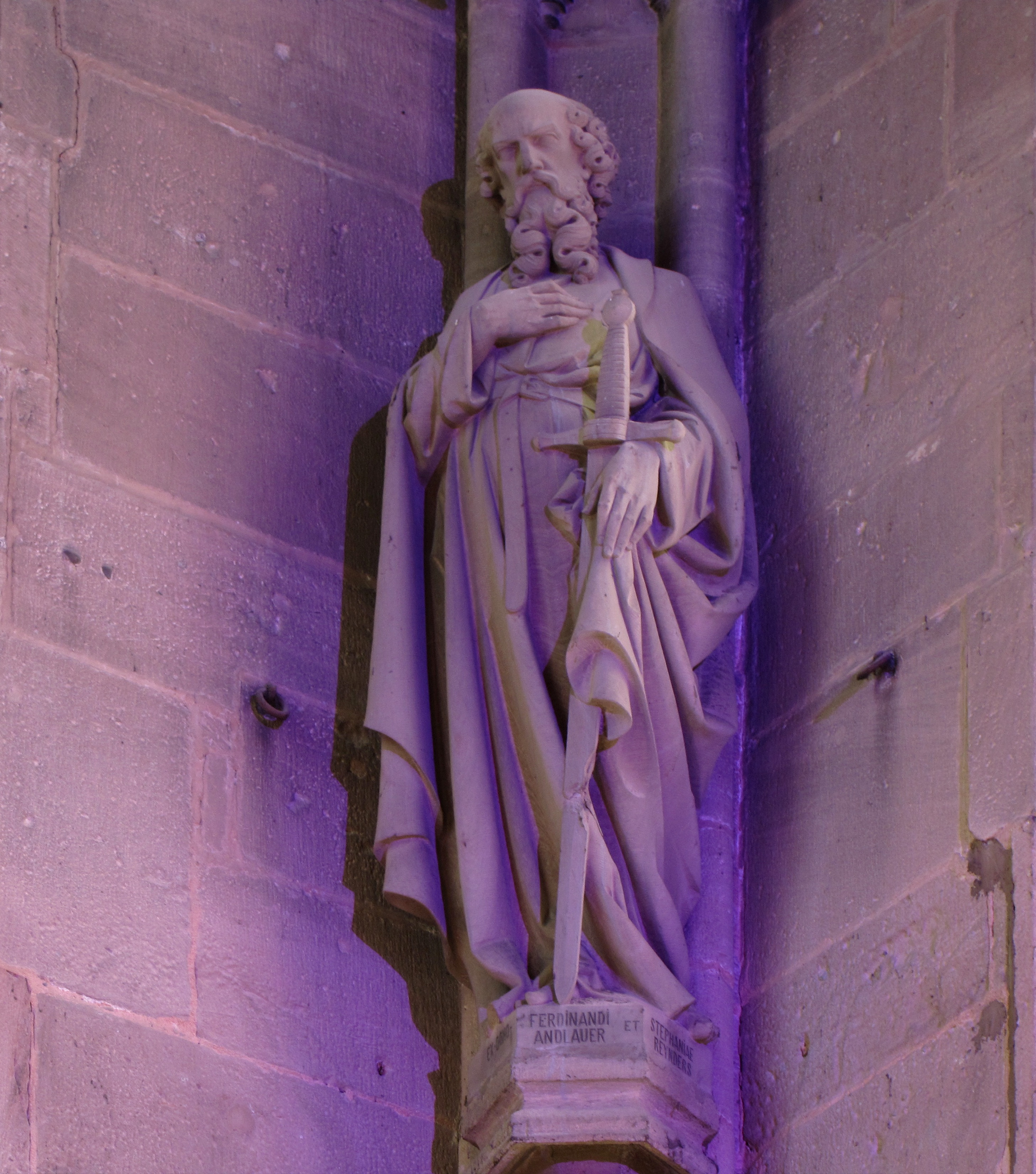
Statue de saint Paul (XIXe siècle).
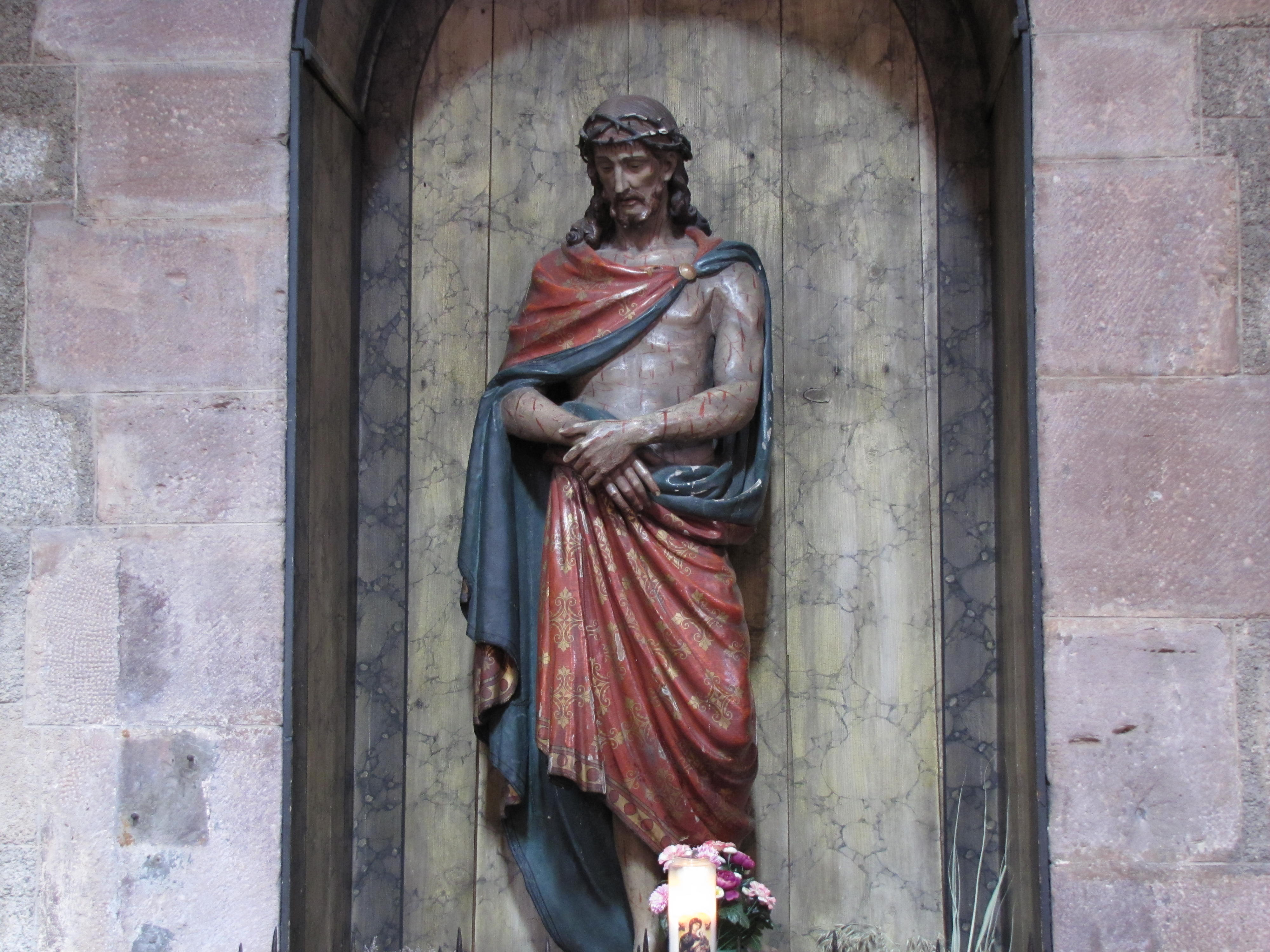
Statue de Jésus présenté au peuple "Ecce Homo" (XIXe siècle).
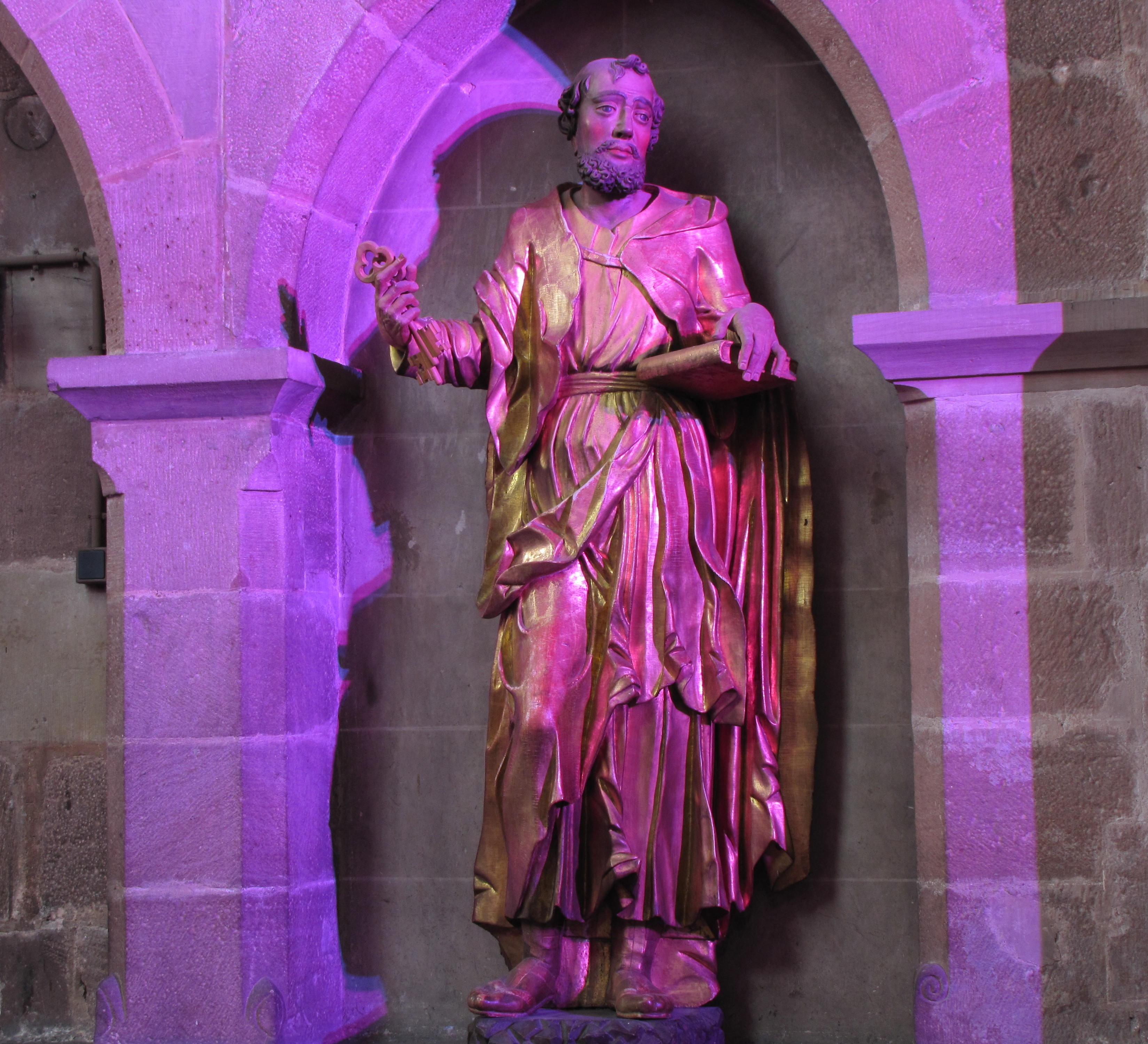
Statue de saint Pierre (XVIIIe siècle).
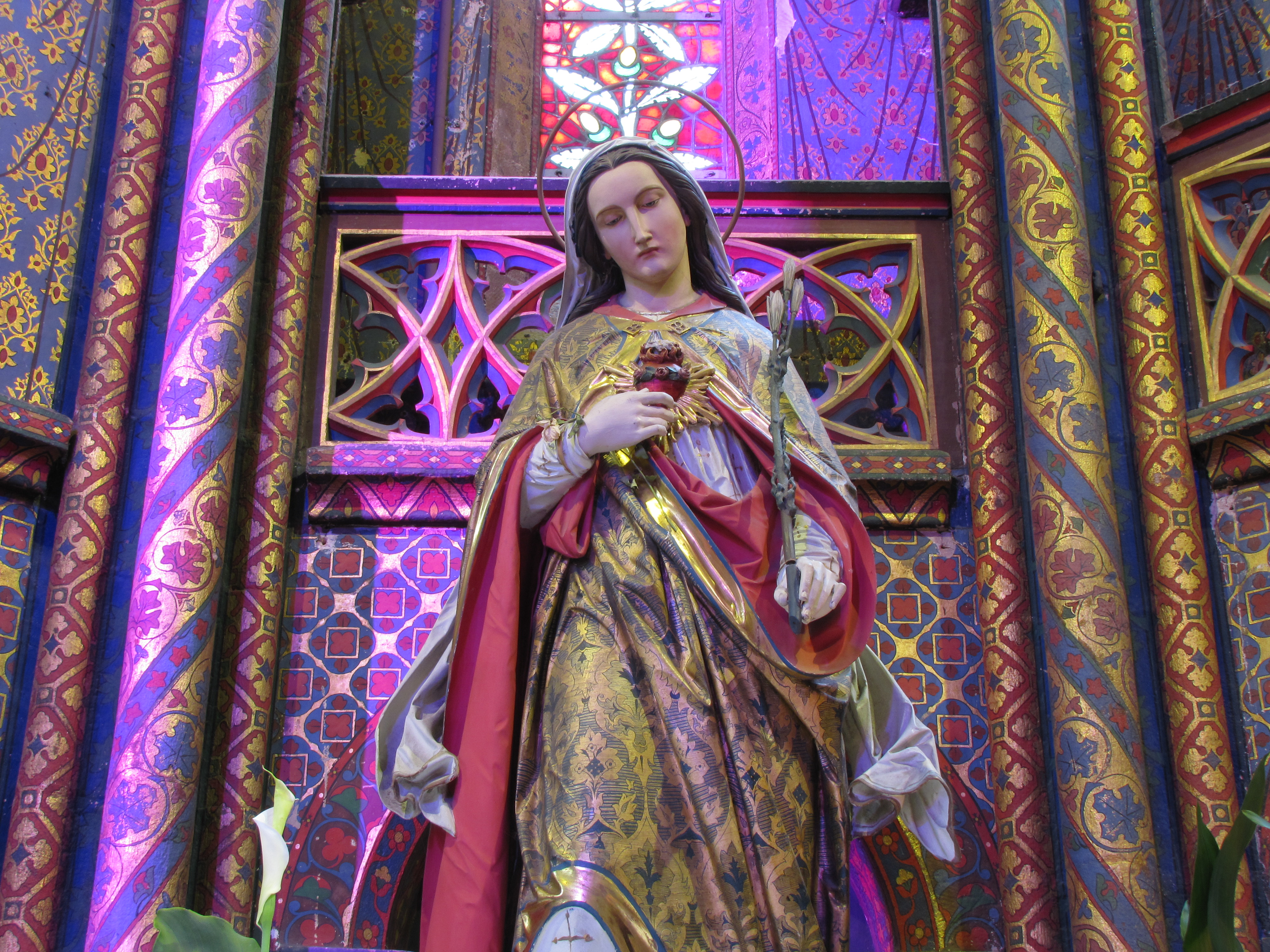
Statue du Sacré-Cœur de Marie (XIXe siècle).
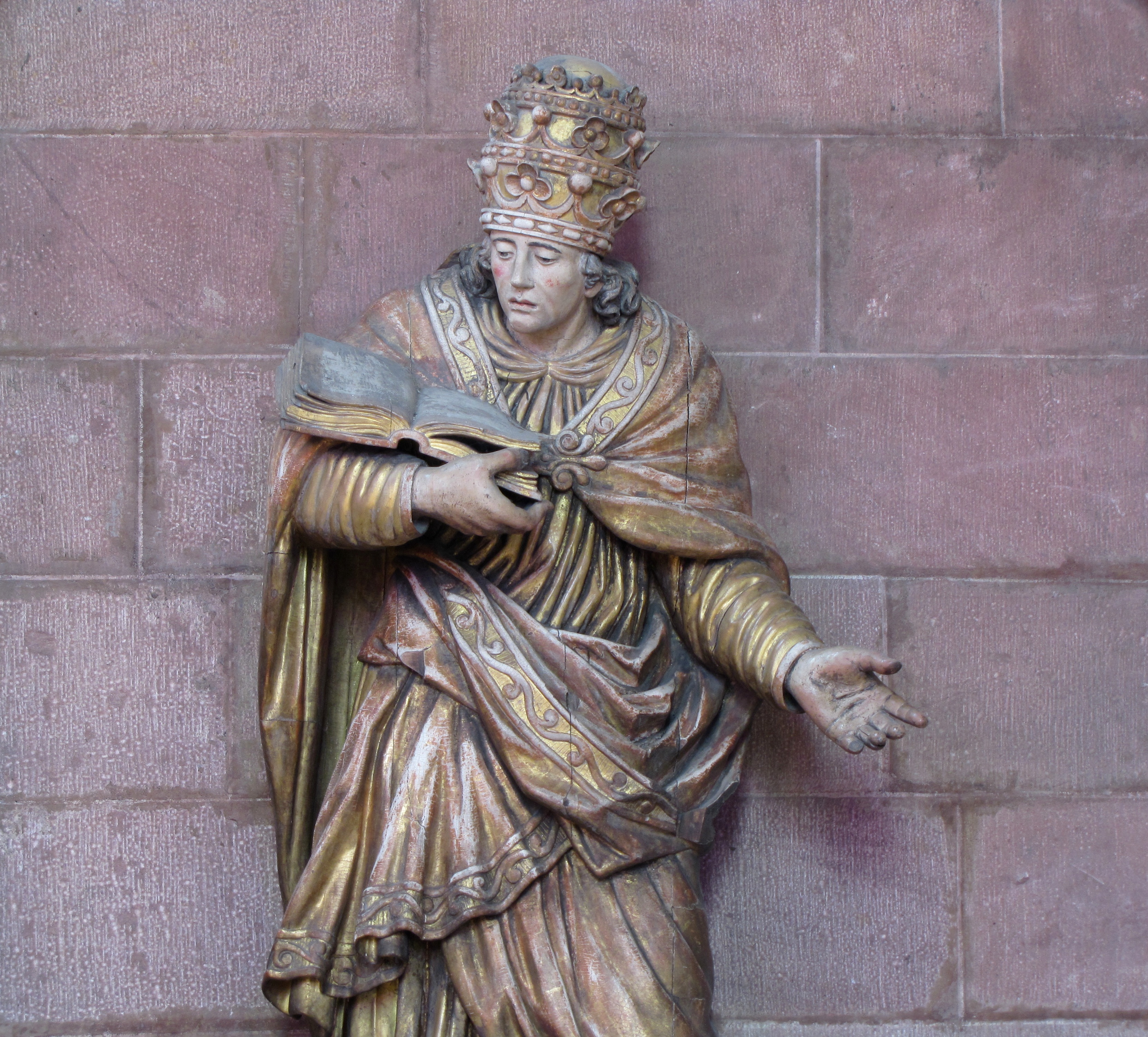
Statue de saint Grégoire (XVIIIe siècle).

#### Autels
Un autel en grès gris, avec retable, est exécuté sur les plans de l'architecte Ringeisen par Matthias Jéhu, entrepreneur de travaux publics à Strasbourg en 1861 et 1862. Les statues dans les dais représentent le roi David jouant de la harpe, ainsi que le sacrifice d'Isaac. Un second autel semblable, dont le retable a disparu, est situé dans l'absidiole sud.

#### Chaires à prêcher

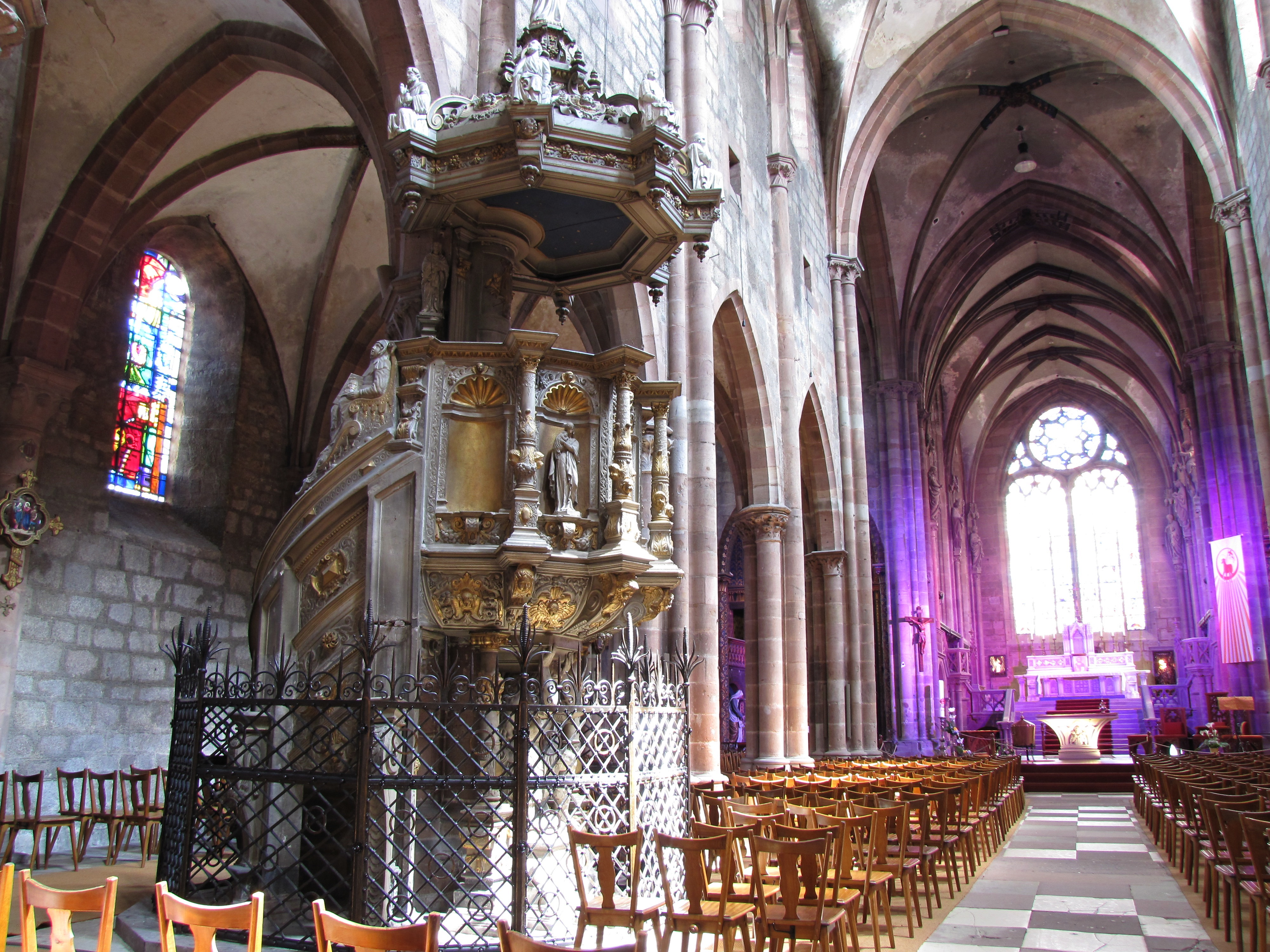
Vue d'ensemble de la chaire de 1619.

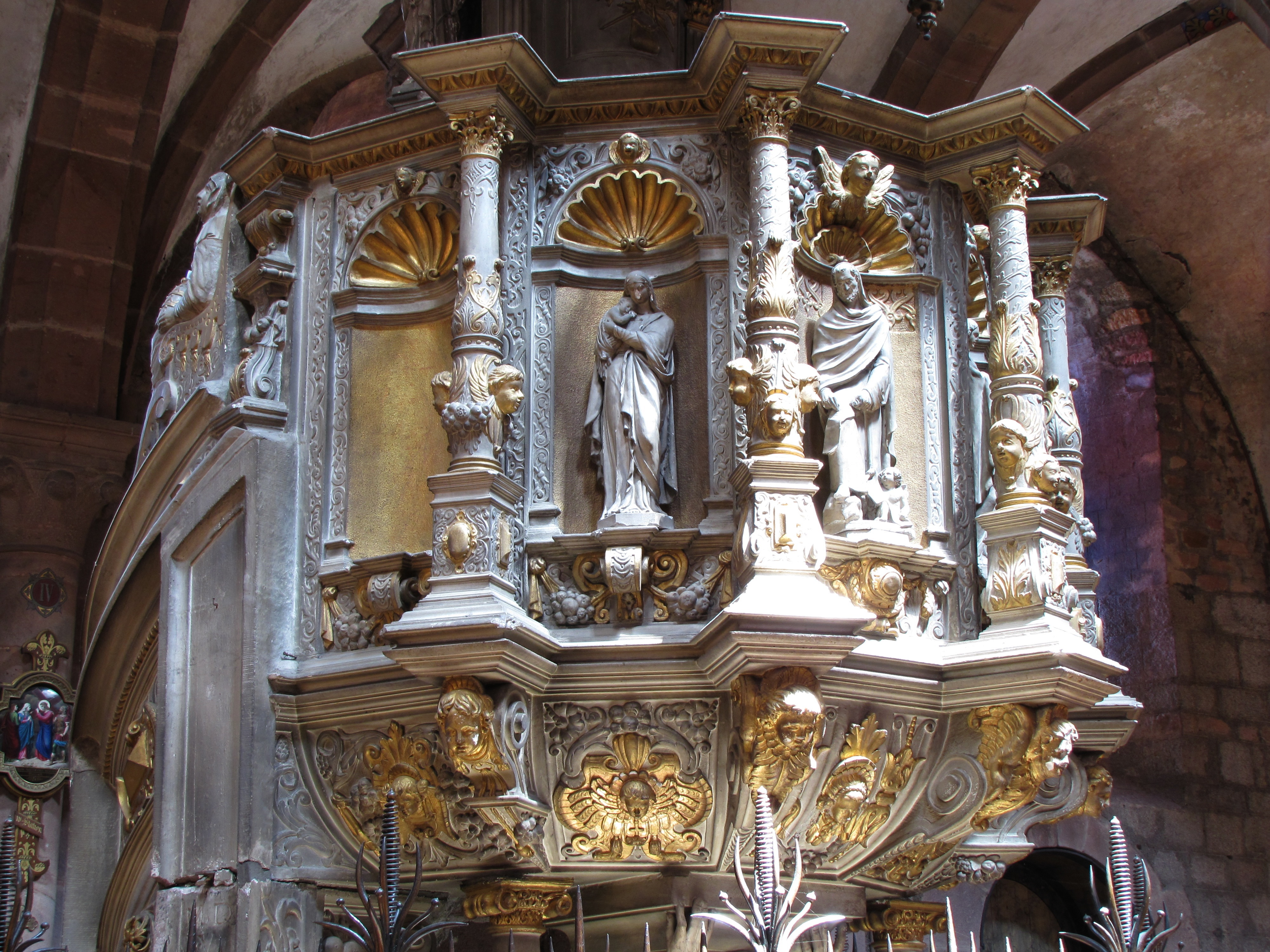
Cuve de la chaire avec statues de 1845.

L'église Saint-Georges possède deux chaires. La première, en grès gris peint en polychromie, est de style baroque. Œuvre achevée vers 1619 par Jérôme (Hieronimus) Kruch, sculpteur de Sélestat ayant mis sa marque et ses initiales sur la base de la cuve, elle est portée par les statues de Samson — il est vêtu de la peau de lion et une mâchoire d'âne est posée à ses pieds —, saint Pierre et saint Paul. Sainte Mathilde de Magdebourg figure au sommet de la rampe, tandis que de nombreux animaux sculptés en relief décorent la rampe — coq, chien, lièvre, lion, renard, chat, âne, souris, loup, crapaud, lézard, rat ou encore escargot. Les allégories de la foi et de l'espérance sont présentes sur le dorsal, ainsi que des têtes d'angelots et des rinceaux sur les colonnes et la cuve. La chaire fait l'objet d'une restauration en 1813 par Joseph Jenni, puis par Ignace Sichler et sa femme Catherine Vallastre en 1845, sous la direction de Antoine Ringeisen, architecte de l'arrondissement. Ils exécutent alors les statuettes de la cuve, ainsi que celles de l'abat-voix. Quatre statues, représentant des pères de l'Église — celle de saint Jérôme a disparu — sont ajoutées au milieu du XVIIIe siècle le long de la rampe de l'escalier. Les statues de saint Augustin, saint Ambroise de Milan et saint Grégoire le Grand sont désormais à l'abri dans les niches du chœur.
La seconde chaire, en bois taillé polychrome, date de 1733. Toutes deux sont classées monuments historiques depuis le 18 avril 1974 au titre d'objets.

#### Orgue

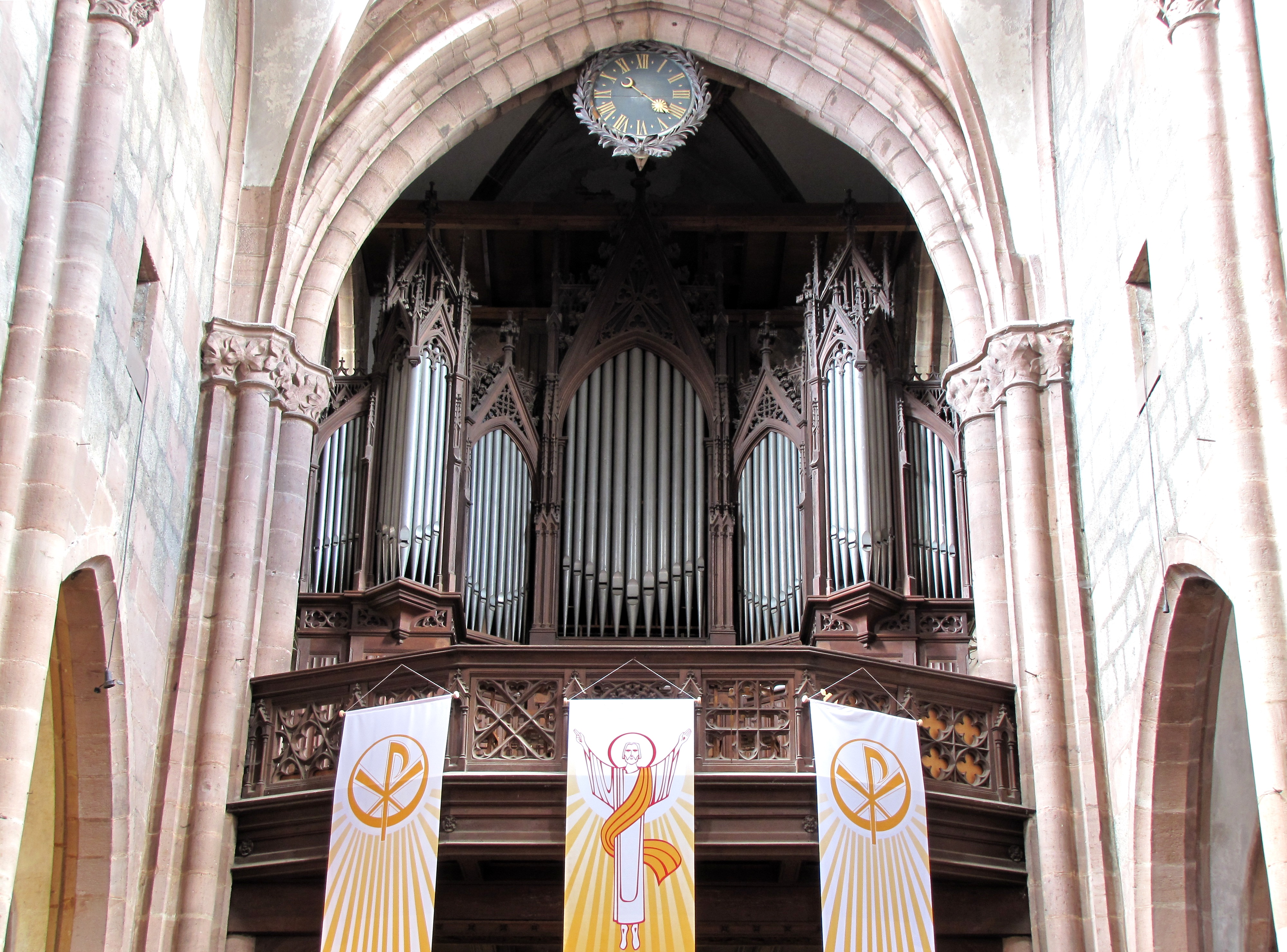
Orgue de tribune de Martin Rinckenbach et son garde-corps néo-gothique de Théophile Klem (1896).

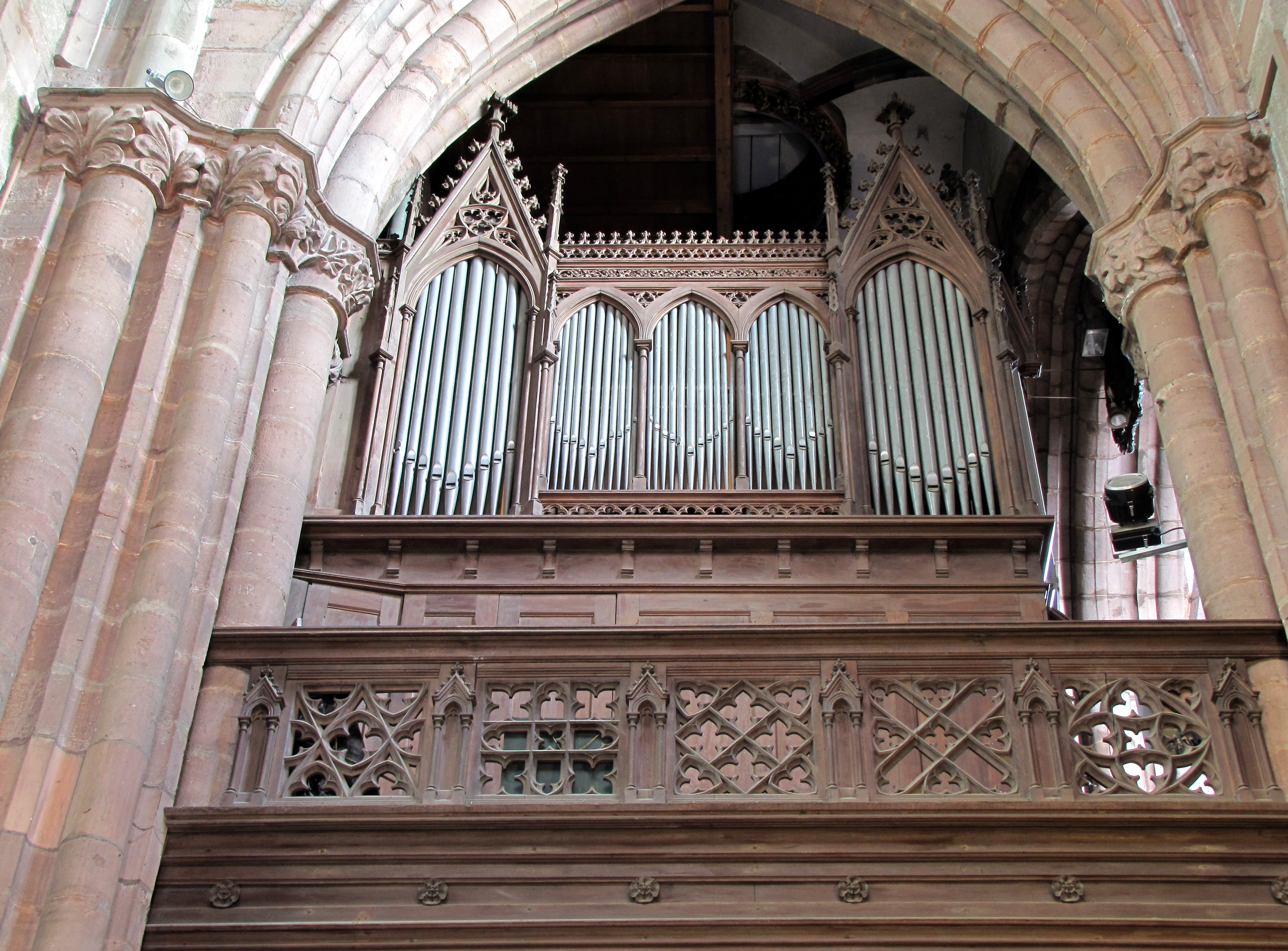
Face latérale de l'orgue de tribune.

L'orgue de Johann Andreas Silbermann se trouvant autrefois dans l'église est transféré à l'église des Dominicains de Colmar en 1896. Il est remplacé en 1896 par un instrument de Martin Rinckenbach (1834-1917), dans un buffet de Théophile Klem, qui exécute également le garde-corps de la tribune. Il s'agit d'un orgue à cinq plates faces et deux tourelles. Une nouvelle façade en étain est installée en 1924 mais l'orgue est endommagé par des obus en 1944. Il fait l'objet d'une modification de sa composition par Schwenkedel en 1954 (5 jeux romantiques supprimés pour faire place à des jeux aigus étrangers à l'esthétique), puis en 1975 d'une révision et transformation par Alfred Kern. En tout, l'instrument a perdu 8 de ses jeux d'origine. Le garde-corps figure les armoiries de la ville de Sélestat.
Parmi les organistes qui se sont succédé à Saint-Georges on peut citer: François-Joseph Wackenthaler (~1800-1828), François-Charles Wackenthaler (1828-1859), Nicolas-Joseph Wackenthaler (1859-1869), l’Abbé Trub (1869-1883), Marie-Joseph Erb (1883-1888) et Eugène Andlauer (1888-1938).

#### Tableaux

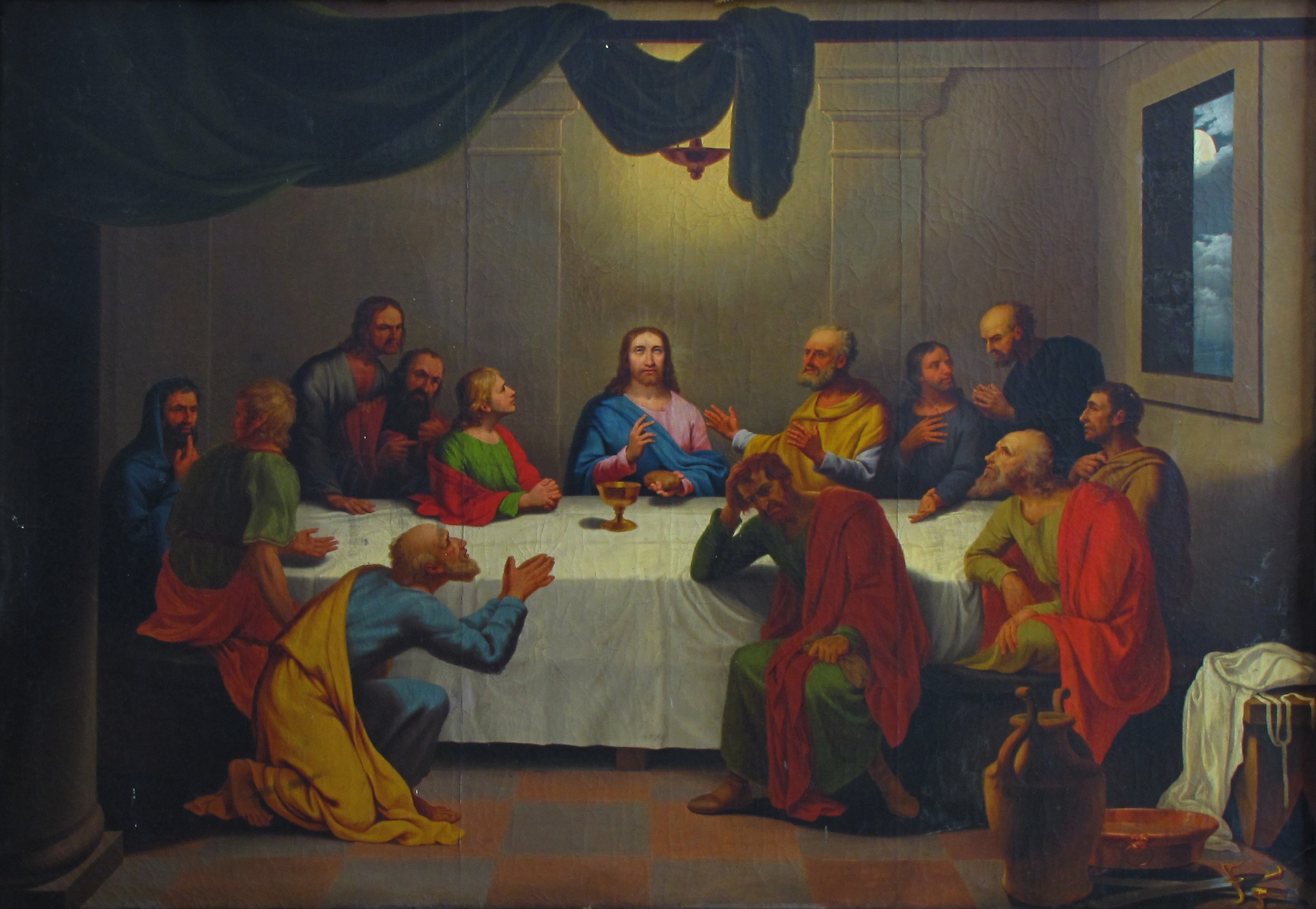
Tableau Sainte Cène de 1830.

Plusieurs tableaux sont conservés dans l'église paroissiale. Le premier, datant de 1789 et œuvre de Joseph Johann Fesch — aucune œuvre de ce peintre n'a été répertoriée mais son nom semble d'origine bâloise —, représente une Déploration. Elle est signée : Fesch Joseph Johann Inv. et Pinx. 1789. Une seconde peinture, datant de 1836, est l'œuvre de Pierre-Adolphe Baudin. Acheté au salon de 1836 par le gouvernement, il est offert à la ville de Sélestat par l'entremise de son député, le baron Hallez, et transporté en 1844. Le tableau représente saint Germain l'Auxerrois barrant la route aux Barbares d'Eocharich. Une troisième œuvre, réalisée par Georges-Antoine Keman, est offerte à la paroisse Saint-Georges peu de temps avant sa mort, survenue en 1830. Né à Sélestat en 1765, il avait passé une partie de sa carrière en Grande-Bretagne. Son tableau figure une représentation de la Sainte Cène. Un quatrième tableau, peint par Émile Renard (1850-1930) en 1887, montre le Baptême du Christ par saint Jean-Baptiste.

#### Peintures murales

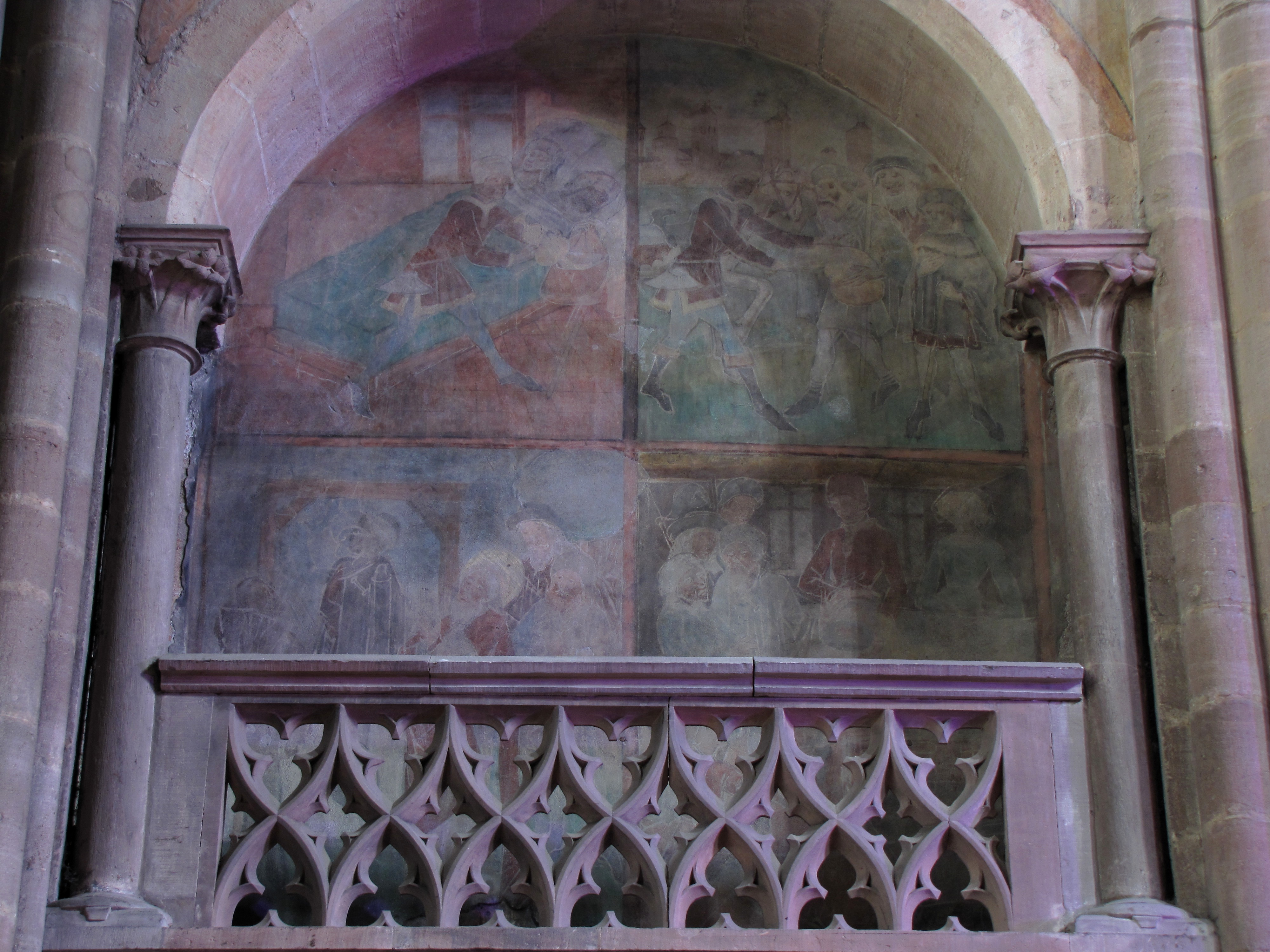
Peinture monumentale "Miracle de saint Jacques le Majeur" (XVe siècle).

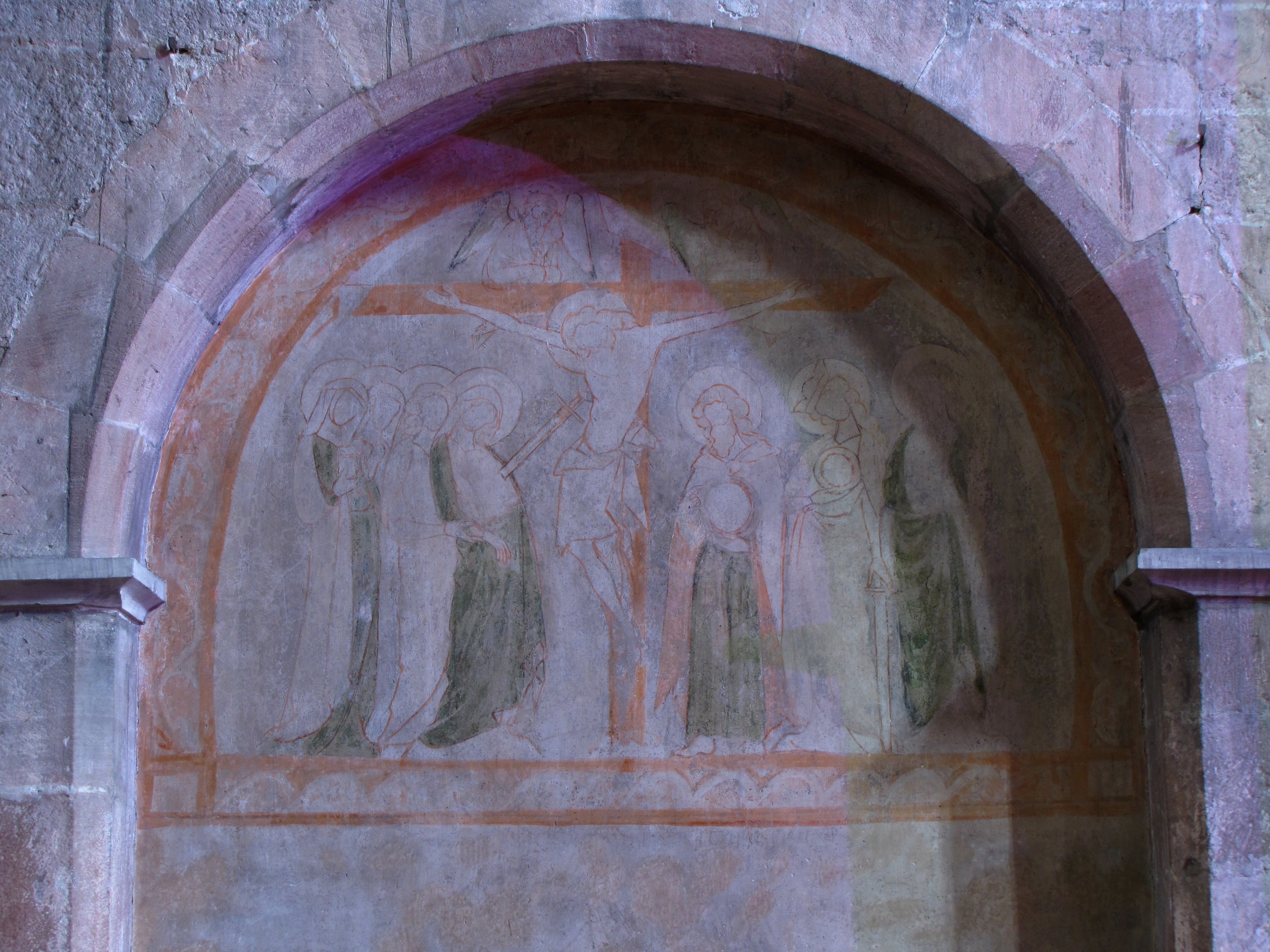
Peinture monumentale "Crucifixion" (XVe siècle).

L'église Saint-Georges possède plusieurs peintures murales remarquables. L'une d'elles, qui date sans doute de la seconde moitié du XVe siècle, est découverte en 1860 par Ringeisen lors des travaux de restauration de l'édifice. Elle est restaurée en 1979 par l'atelier ARCOA. Peinte à la Chaux, elle représente le miracle du pendu dépendu, attribué à saint Jacques le Majeur, en quatre scènes : scène de l'hôtelier dissimulant un hanap dans le sac des pèlerins endormis ; scène de la découverte du hanap sous les yeux étonnés des pèlerins ; pendaison du fils des pèlerins, secouru par saint Jacques ; l'hôtelier est surpris en train de fêter son larcin par les pèlerins et leur fils ressuscité. Dans les écoinçons supérieurs de la baie, deux bustes d'hommes paraissent commenter la scène. Une inscription est partiellement lisible au-dessus de l'arc.
Deux autres peintures murales reprennent le thème de la Crucifixion du Seigneur, seul le nombre de personnages au pied de la Sainte-Croix variant. Très probablement du XIVe siècle d'après leur style, elles sont découvertes lors des travaux entrepris par Ringeisen en 1860 qui en fait un relevé, puis restaurées en 1865 et 1970. Le registre inférieur Sud figure trois saints et la peinture Nord représente la Sainte Vierge, saint Jean, saint Jean-Baptiste, ainsi que quatre saintes. La peinture de la niche Nord est classée monument historique depuis le 18 août 1974 au titre d'objet. Une autre peinture, datant elle aussi du XIVe siècle et représentant le Christ en croix entre la Sainte Vierge, saint Jean, saint Pierre et saint Paul, surmontant une frise de saints. Elle est également classée monument historique depuis 1974.

#### Vitraux
La châsse de verre du chœur compte sept baies et comporte encore d'importantes parties réalisées entre 1430 et 1460. L'entrée principale de l'église, au sud du narthex, comporte une rosace représentant la Décapole. Les onze verrières contemporaines des bas-côtés sont l'œuvre de François Chapuis et datent de 1986.

##### Vie de sainte Agnès
Une verrière, datant du troisième quart du XVe siècle, présente l'hagiographie de sainte Agnès. Elle est complétée en 1968 par Max Ingrand : sept scènes sur quinze sont d'origine — sainte Agnès rencontre le fils du proconsul, il lui offre de l'or, il est éconduit et tombe malade, un ange apporte un vêtement à Agnès dénudée, le fils du proconsul est étranglé par les démons, jugement d'Agnès, son ensevelissement —, ainsi que quelques panneaux du décor architectural. Les panneaux anciens sont attribués au maître de Fribourg, qui réalise des vitraux pour la cathédrale de cette ville et à Urach. Il est l'un des associés de Peter Hemmel autour de 1480. Un panneau de tête de lancette, attribuable à cette verrière, se trouve dans les réserves du musée de l'Œuvre Notre-Dame de Strasbourg.

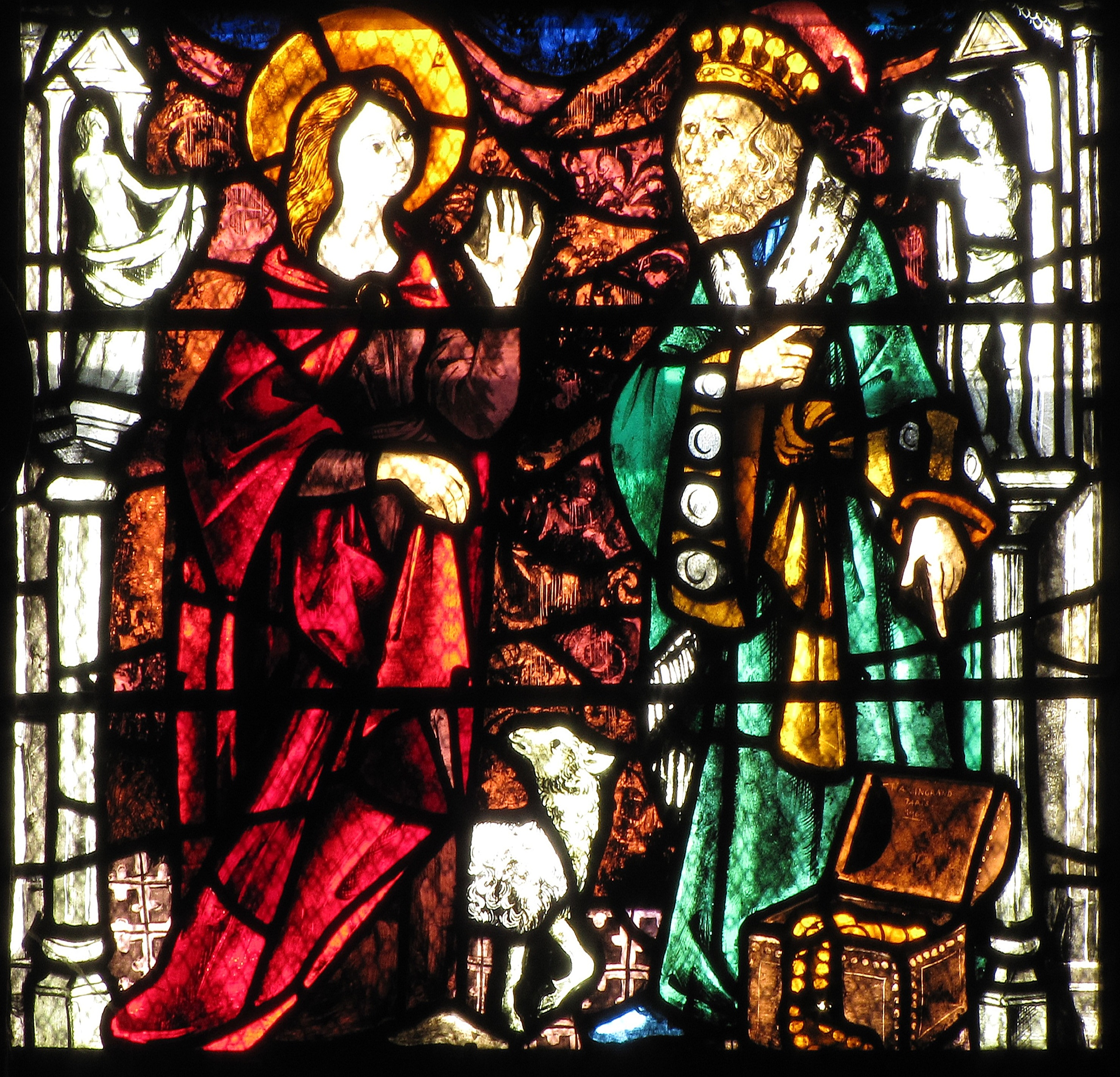
Vie de sainte Agnès : le proconsul plaide la cause de son fils (4).
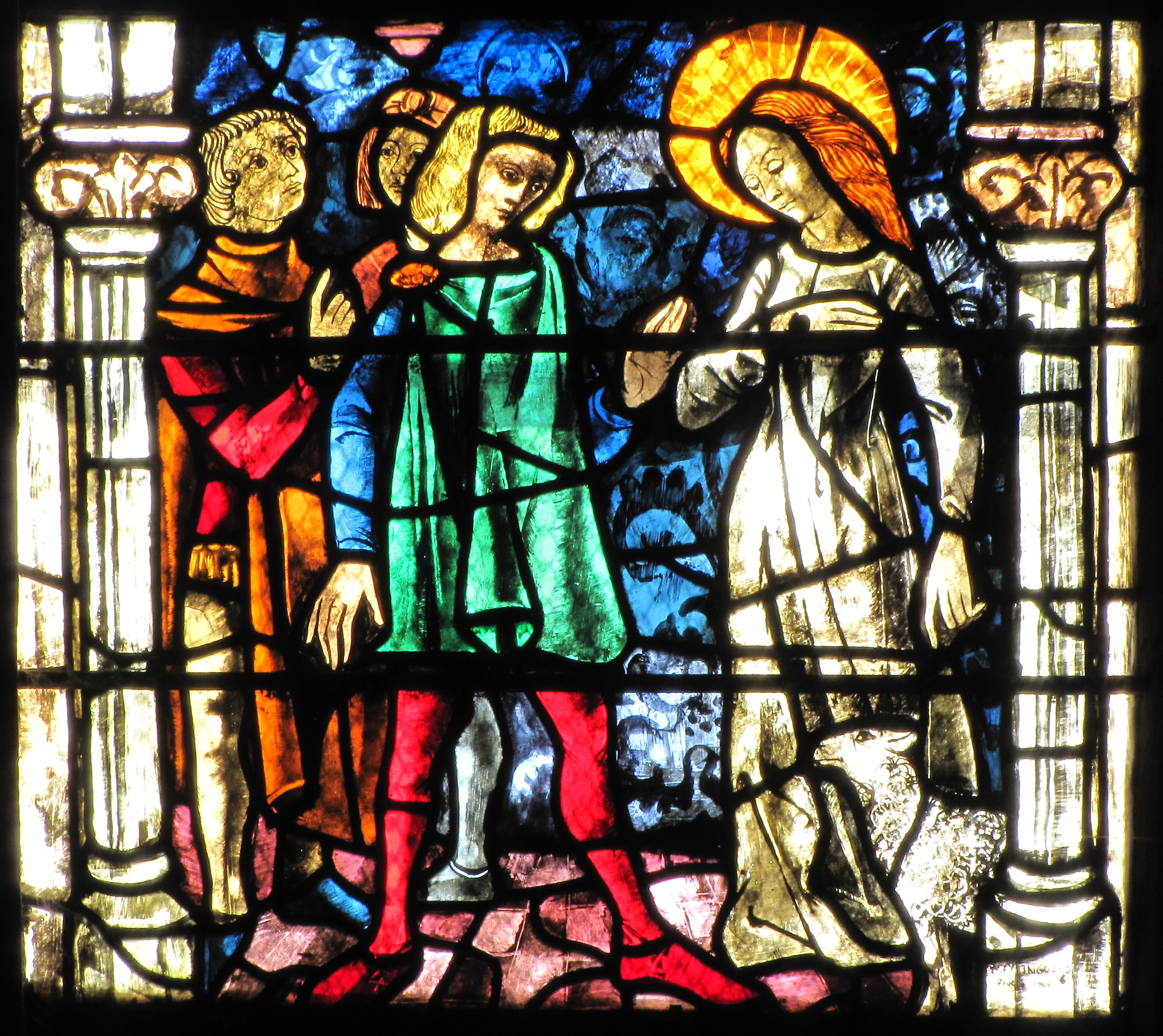
Vie de sainte Agnès : les jeunes visiteurs n'osent pas toucher Agnès (7).
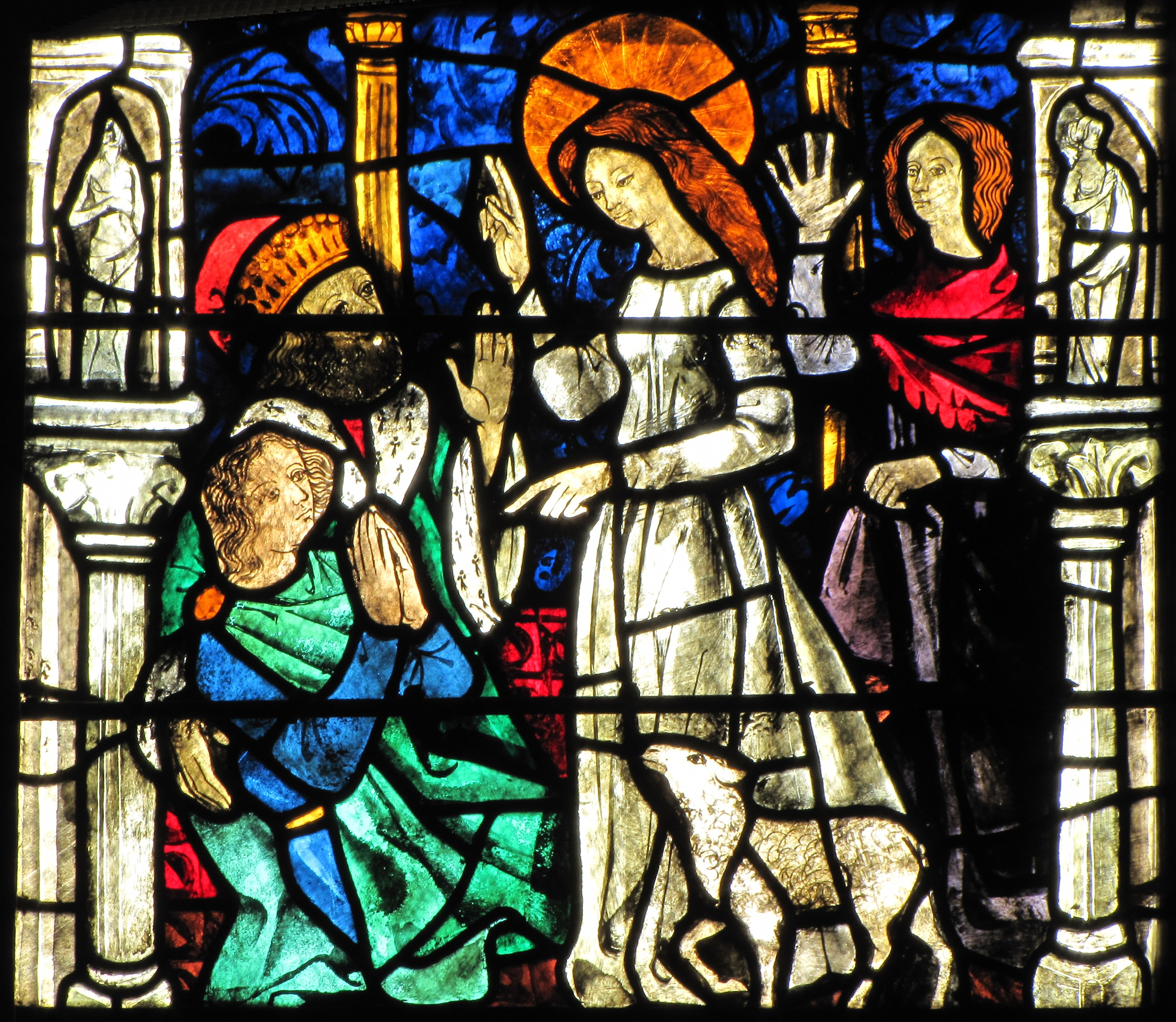
Vie de sainte Agnès : Agnès ressuscite le fils du proconsul (10).

##### Vie de sainte Catherine

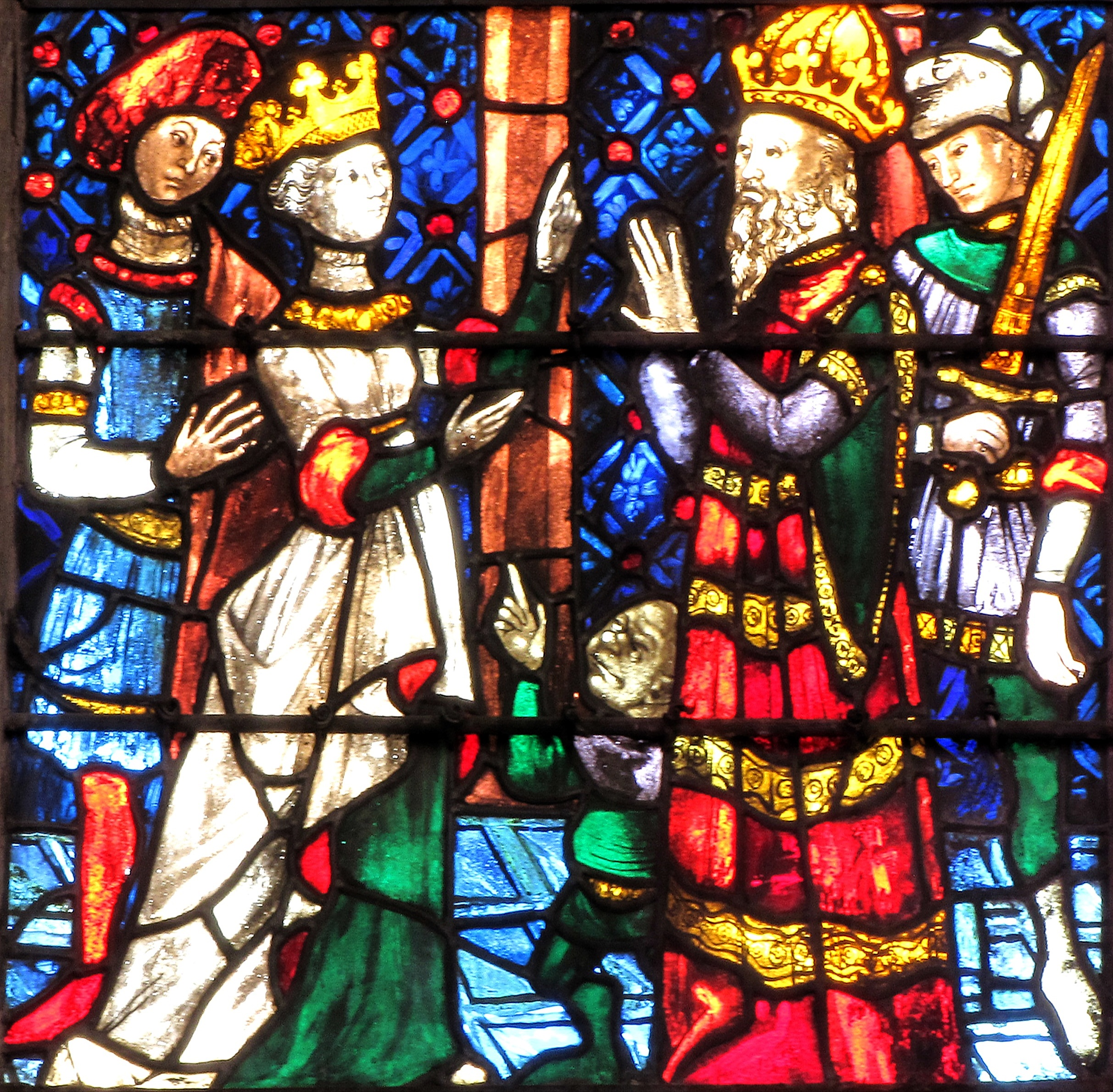
Vie de sainte Catherine : l'impératrice clame son indignation devant l'empereur (13).
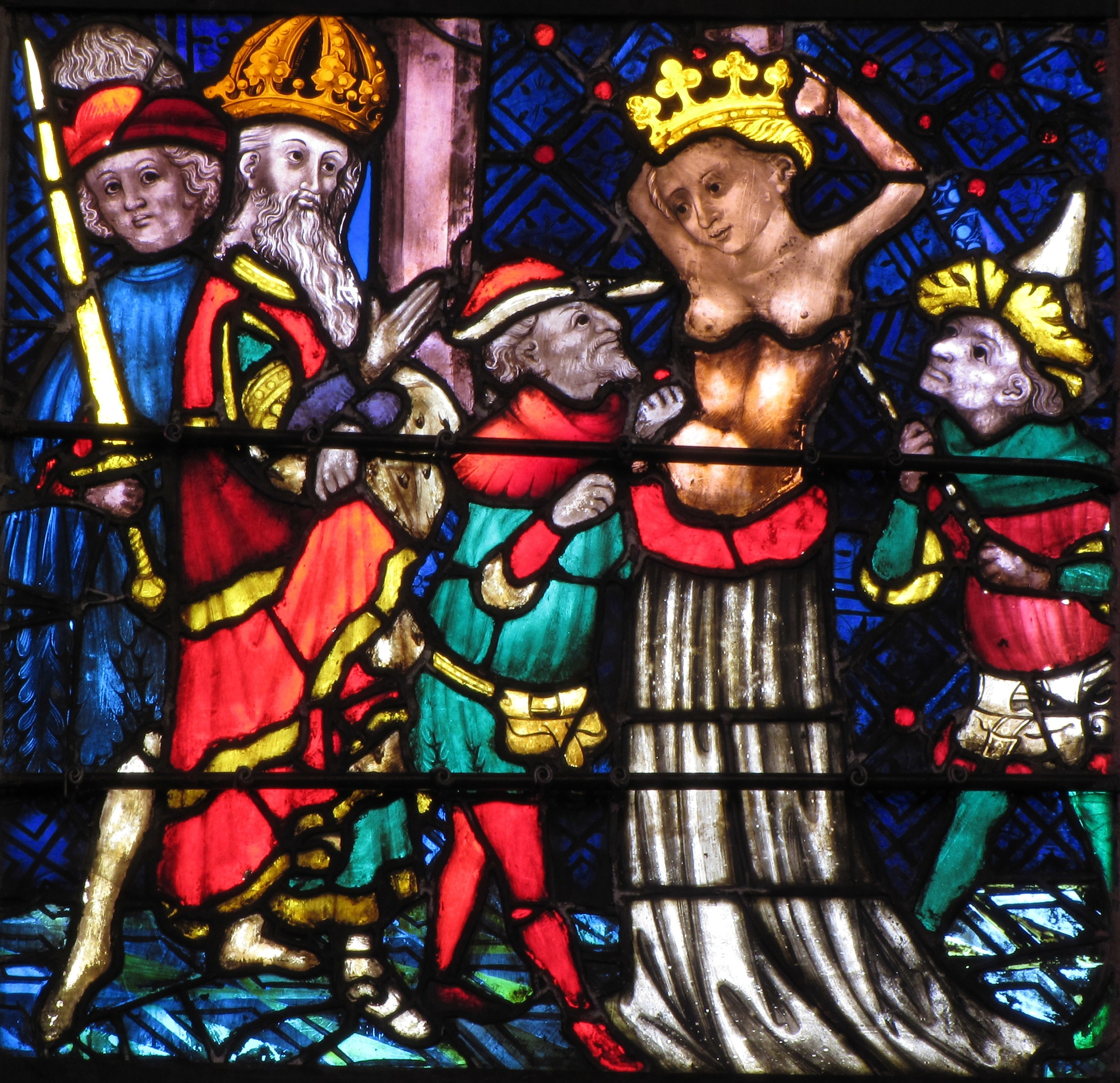
Vie de sainte Catherine": l'empereur fait trancher les seins de son épouse (14).
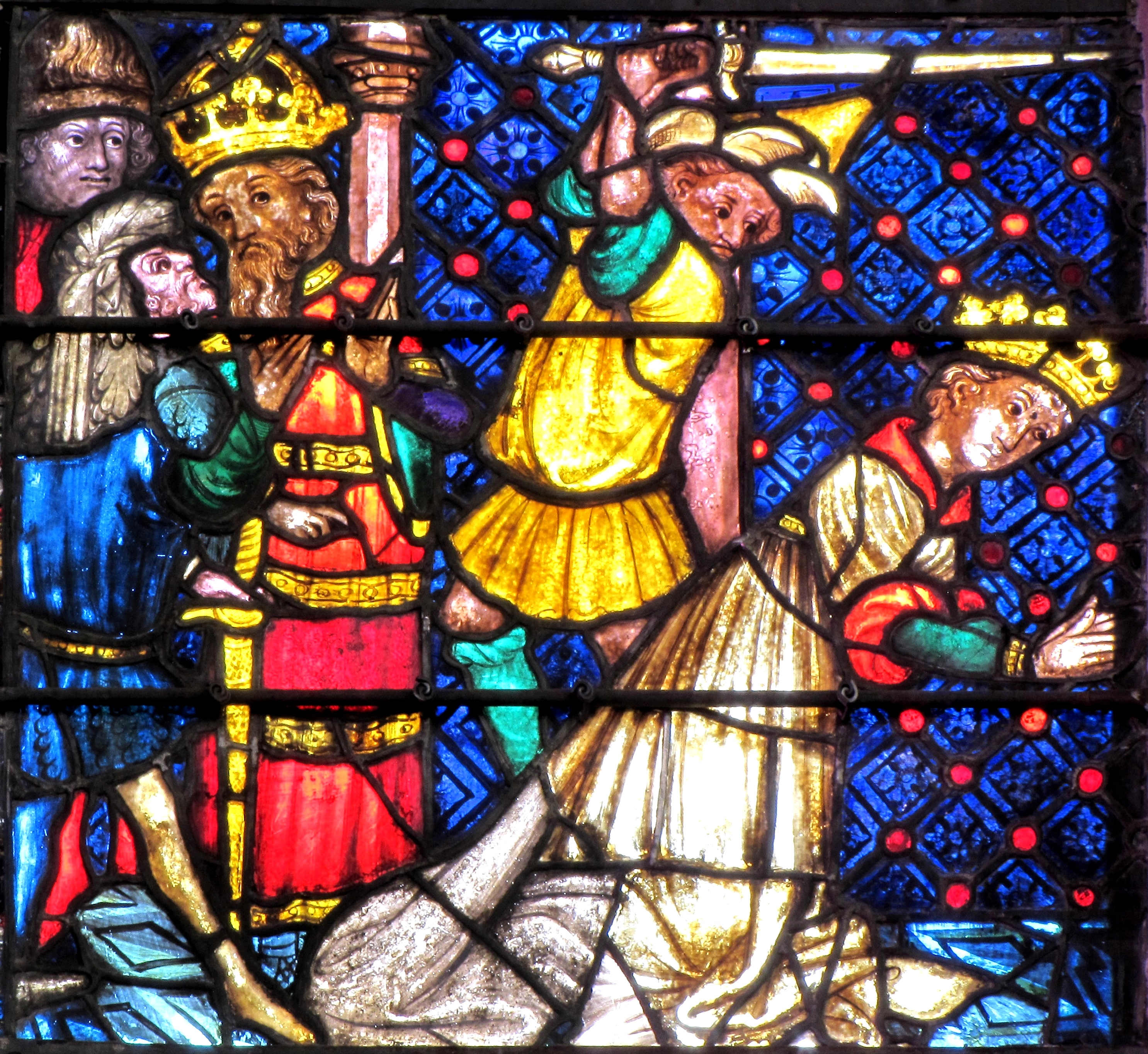
Vie de sainte Catherine: l'impératrice est décapitée (15).

##### Vie de sainte Hélène de Constantinople

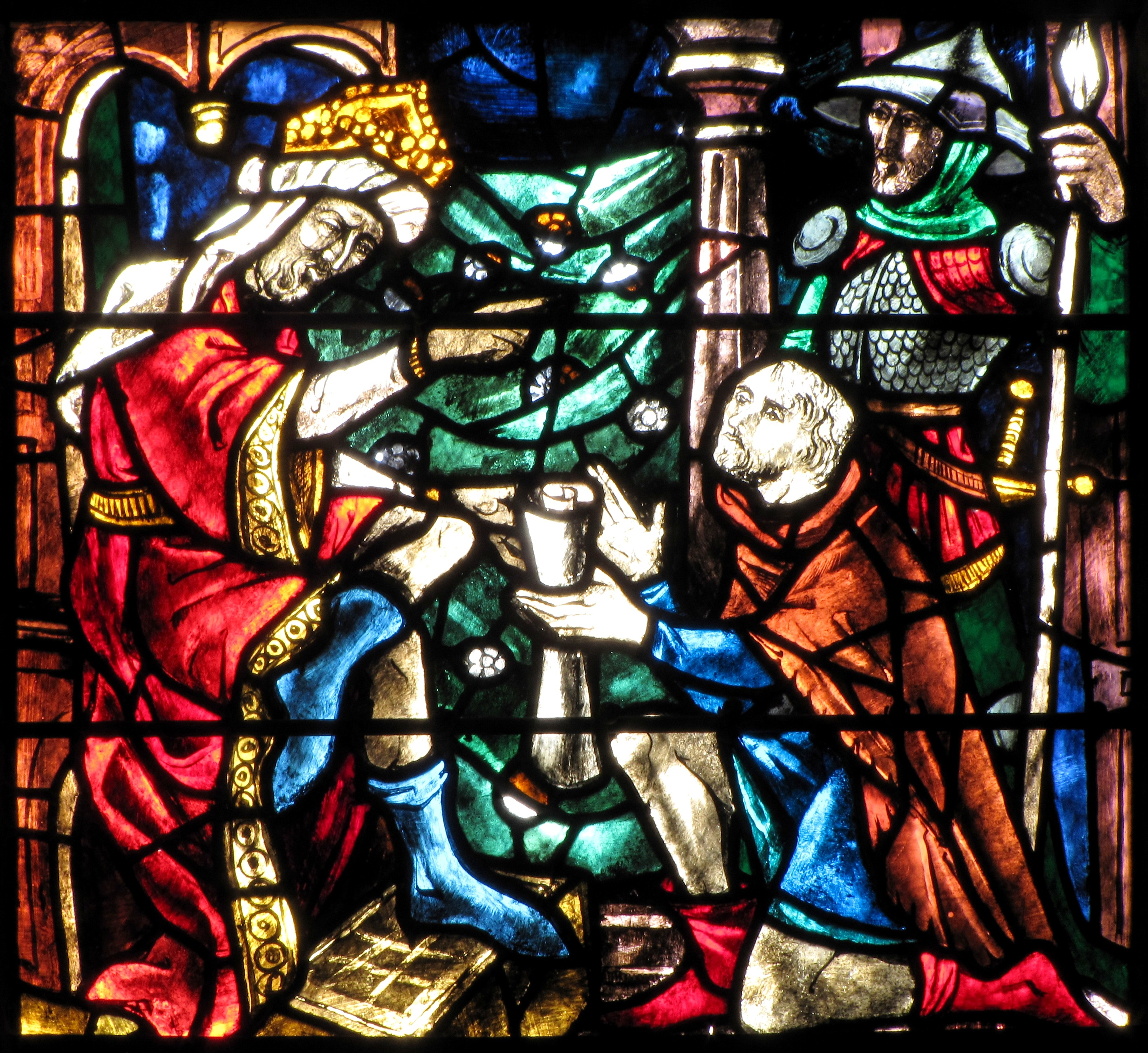
Vie de sainte Hélène de Constantinople: l'empereur Constantin envoie un messager au pape Sylvestre (6).
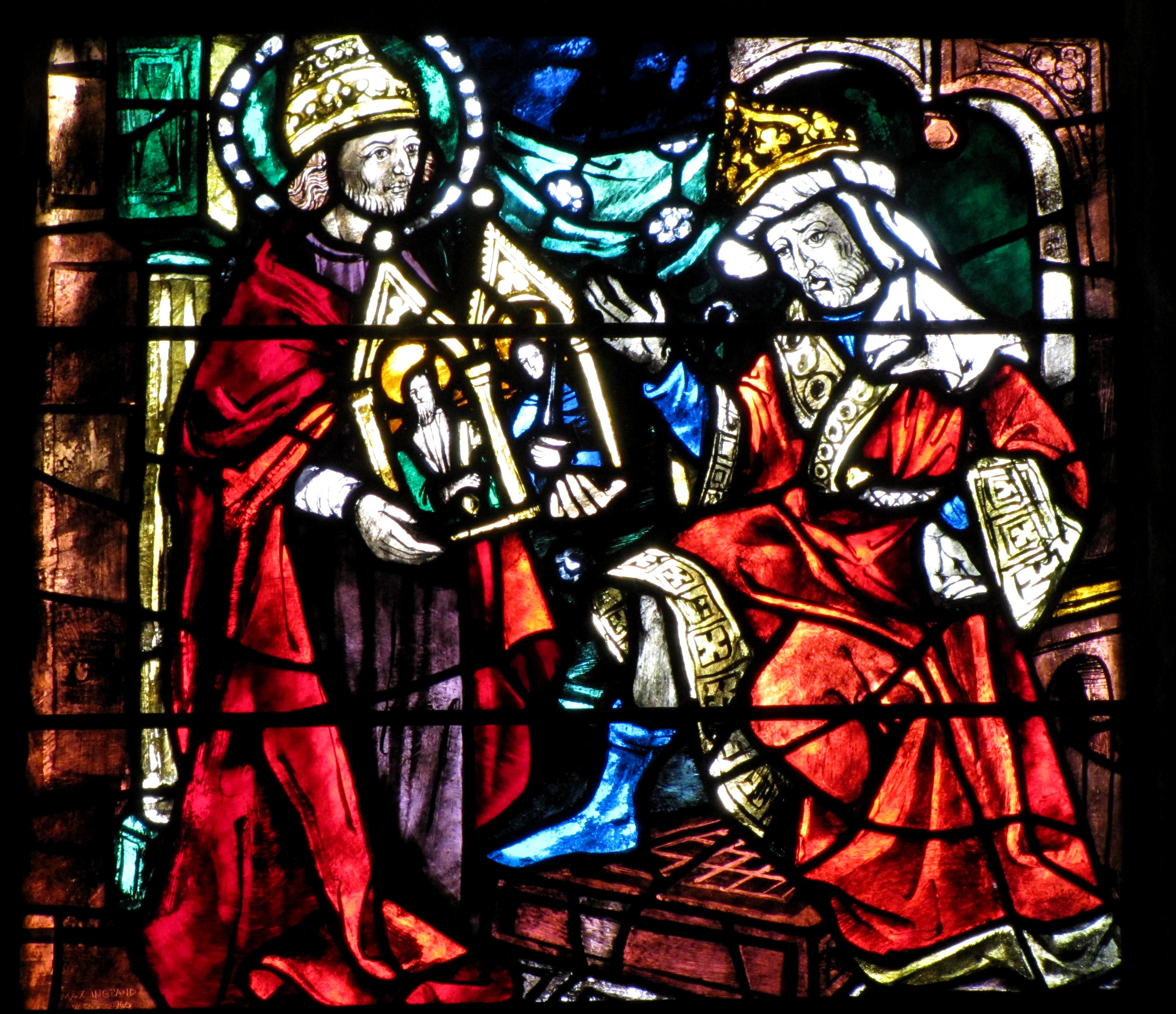
Vie de sainte Hélène de Constantinople: le pape Sylvestre cherche à identifier le messager de Constantin avec un diptyque (7).
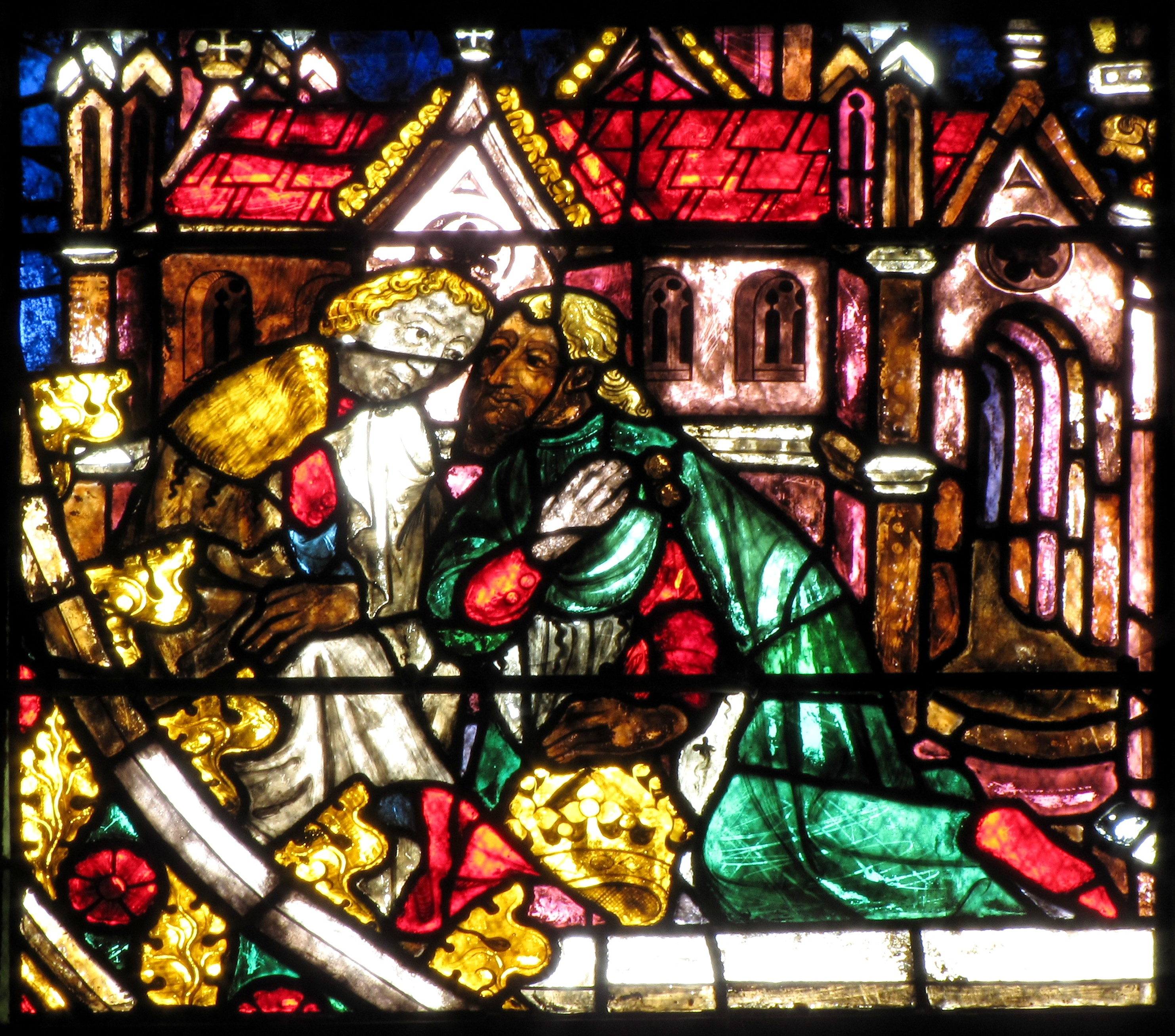
Vie de sainte Hélène de Constantinople: l'empereur Constantin se confesse publiquement (11).

#### Stalles

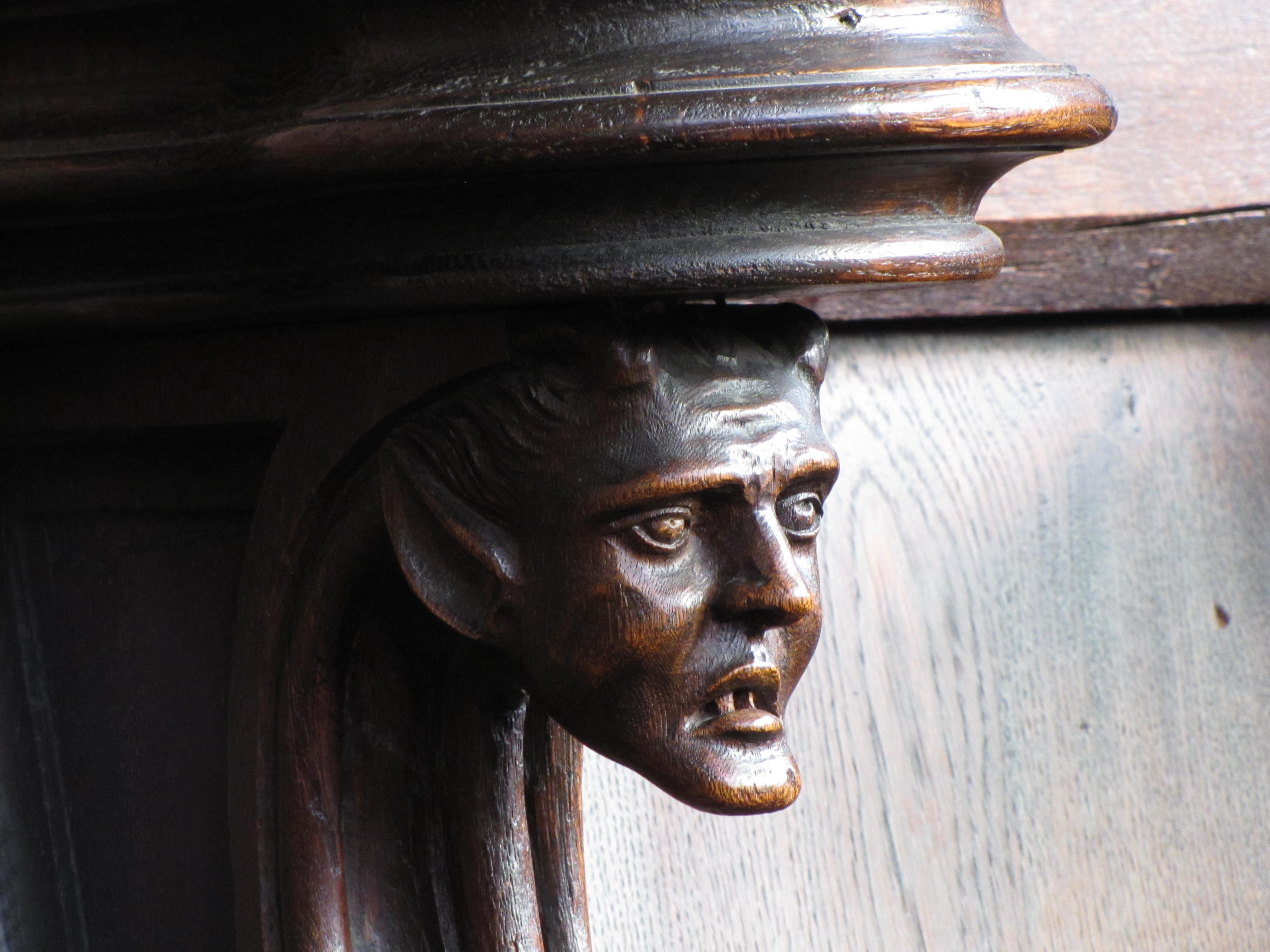
Drôlerie sculptée sur l'accoudoir d'une stalle (1862).

Les stalles, en chêne taillé, sont au nombre de seize — huit sur chaque mur, avec un passage central —, avec des jouées ajourées et un décor néo-gothique. Bien que passant pour dater du XVe siècle, elles sont sans doute l'œuvre de Théophile Klem, qui est payé 3 000 francs pour leur restauration en 1862. Le meuble ne semble pas avoir gardé de vestiges d'une précédente réalisation. Les stalles cachent également des peintures murales du Moyen Âge, photographiées lors de la restauration. Les accoudoirs sont sculptés de têtes humaines et animales et des rinceaux sont représentés sur les jouées.

#### Monuments funéraires
Un sarcophage en grès taillé, datant des XIe ou XIIe siècles, est conservé dans l'église. D'origine inconnue et en mauvais état — son couvercle bombé est cassé en deux parties —, il possède des stries sur la cuve et une croix est visible sur le couvercle. L'église renferme également le tombeau du professeur H. Berchu, élevé à sa mémoire par ses élèves au cimetière Sud de Sélestat, aujourd'hui disparu. Sculpté par Germain Sichler en 1867, il est transporté au square Saint-Georges. En mauvais état, il s'agit d'un monument avec un socle imitant le rocher, dans lequel est couché un élève, surmonté d'une pyramide tronquée. Un enfant couché dessine un hexagone et à ses côtés sont posés un filet à papillons, ainsi que des livres.

### Sacristie
Le meuble de sacristie, en chêne taillé, date de la seconde moitié du XIXe siècle. Il présente un décor en haut-relief et bas-relief, dans un style néo-gothique.

#### Orfèvrerie

##### Œuvre de J. F. Kirstein
Un ciboire en argent ciselé, datant du quatrième quart du XVIIIe siècle, est conservé dans l'église. Il porte un poinçon de maître, pouvant être celui de Jacques Frédéric Kirstein (1765-1838), maître établi en 1795 : K avec deux cerises. Le poinçon de la ville de Strasbourg est supprimé en 1798 ce qui situerait la date de fabrication entre 1795 et 1798. Le ciboire présente des décors gravés, tels que le monogramme du Christ IHS, un rinceau, une guirlande, ainsi que le symbole du triangle de la Sainte Trinité.

##### Œuvres de J.-C. Cahier
Un ostensoir et une croix-reliquaire en argent dorés sont achetés par la paroisse de Sélestat en 1807 à l'orfèvre parisien Jean-Charles Cahier (1772-1849), poinçon de maître, grosse garantie et premier titre de Paris entre 1798 et 1809, et poinçon d'association des orfèvres de Paris. Il exerce de 1801 à sa mort en 1849 au 34, quai des Orfèvres, avant de laisser la place à son élève et successeur, Poussielgue-Rusand. C'est sous la Restauration qu'apparaissent les prémices d'un profond renouvellement avec la redécouverte des styles du passé notamment ceux de la Renaissance et du Moyen Âge. Cahier illustre bien cette nouvelle tendance. Très proche de Louis XVIII et de Charles X, sa notoriété est renforcée par l'octroi de charges importantes et des protections au plus haut niveau.
Richement décorée, la croix présente les symboles des Évangélistes sur le support du piédestal, les instruments de la Passion et un cœur ardent sur le piédestal, ainsi que des angelots sur des nuées à la base de la croix avec un serpent. L'ostensoir est décoré des symboles des Saints-Évangélistes sur le support du piédestal, la Sainte Cène et le buste de la Sainte Vierge sur le piédestal, des tiges de blés et des grappes de raisin sur les faces latérales, ainsi qu'un agneau sur le livre aux sept sceaux et des nuées avec des angelots sur la gloire.

##### Œuvre de F. T. Lang
Un calice en argent repoussé, doré, ciselé et ajouré, datant du milieu du XVIIIe siècle, est l'œuvre de Franz Thaddeus Lang, orfèvrerie à Augsbourg de 1719 à 1773 - le poinçon de la ville n'a pu être situé dans une année précise. La coupe, non poinçonnée, est probablement restaurée, puisque les médaillons des instruments de la Passion présentent une technique différente. Les médaillons sur le pied représentent saint Augustin, saint Antoine de Padoue, sainte Claire, et ceux sur la coupe figurent saint Nicolas, une croix et une échelle, ainsi qu'une lance et une éponge.

##### Œuvres de J. D. Saler
Un calice, un plateau et des burettes sont l'œuvre de Jean David Saler, orfèvre à Augsbourg entre 1693 et 1724, datent de la fin du XVIIe ou du début du XVIIIe siècle. La lettre-date du poinçon d'Augsbourg serait celle de 1716. Ces œuvres exceptionnelles proviennent sans doute d'un couvent, dont les armoiries ne sont pas identifiées, mais faussement identifiées avec celles de l'abbaye d'Ebersmunster. Le plateau et les burettes se trouvaient déjà dans l'église Saint-Georges en 1856, et au XIXe siècle, le calice était conservé dans l'église Sainte-Foy. Le plateau ne porte pas de poinçon. Le calice présente sur le pied dans les médaillons le Couronnement de la Sainte Vierge, saint Benoît, sainte Christine avec deux flèches, sur la coupe des angelots dans les médaillons. Entre les médaillons, des putti portent des corbeilles de fleurs, et des clefs, un château et deux châsses ainsi qu'une étoile sont gravés sur le pied. Les Pères de l'Église sont représentés dans des médaillons sur le plateau, avec des angelots et un château. Les burettes présentent des motifs à la Berain. L'ensemble est classé monument historique depuis le 25 juillet 1978 à titre d'objet.

##### Œuvres d'auteurs inconnus
Un calice et une patène, en argent repoussé, doré et ciselé, date de 1763. Le poinçon de maître, insculpé dans les moulures sous le pied, est illisible. Le poinçon de Strasbourg est identifiable, ainsi que la lettre-date sur la patène, M, c'est-à-dire 1763. Une croix de procession en bois taillé et peint en polychromie, d'auteur inconnu, date du XVIIIe siècle.

#### Ornements liturgiques
La paroisse possède un ensemble de vêtements liturgiques, comprenant la chasuble, l'étole, le manipule, ainsi que la bourse de corporal. Cet ensemble proviendrait d'après Dorlan de l'abbaye de Murbach et daterait du XVIIIe siècle, bien qu'il ne cite pas ses sources. De plus, ni le style de la broderie, ni les motifs brodés ne correspondent à cette hypothèse, et il est fort probable que les ornements datent plutôt du premier quart du XIXe siècle. En soie, ils sont décorés d'épis, de feuilles de vigne, de lambrequin, ainsi que de corbeilles.

### Extérieur

#### Horloge
L'horloge monumentale, située à l'origine au-dessus du massif occidental de l'église, sur la façade Sud, est construite par Jean-Baptiste Schwilgué de 1822 à 1825. L'horloge est du type monumental, comme Schwilgué en réalisa une douzaine. Cette horloge a été motorisée en 1955, puis remplacée (à la suite du mauvais fonctionnement après les transformations de 1955) en 1962. Elle a été restaurée en 1996, mais pas dans son état initial. L'horloge de Sélestat présente des caractéristiques propres à l'œuvre de Schwilgué, notamment la structure ogivale du mouvement et l'emploi de colonnettes en acier, dotées de chapiteaux et de bases en laiton. Le cadran était initialement situé dans le pignon triangulaire de l'église.
Avant sa restauration, l'horloge se présentait ainsi : elle était posée sur un soubassement de bois, dont la façade antérieure était peinte en faux marbre. La structure gauche de l'horloge comporte le mécanisme de la sonnerie des heures, avec un cadran gradué de 1 à 12. Le mécanisme de la sonnerie des quarts d'heures se trouvait à droite, avec un cadran gradué de I à IV. Une inscription gravée de lettres dorées sur fond noir était lisible dans la façade antérieure du soubassement : Exécuté à Schlestatt sous l'administration de M. le Baron Amey lieutenant général en retraite, commandeur de l'ordre royal de la Légion d'honneur, chevalier de Saint-Louis, maire, M. Roesch, chevalier de l'ordre royal de la Légion d'honneur, sous-préfet, M. Mourche, archiprêtre et recteur. MDCCCXXV
(la plaque portant l'inscription a été égarée au moment de la restauration réalisée par l'entreprise Sonorest de Colmar). L'horloge est classée monument historique depuis le 5 août 1994 au titre d'objet.
De 1996 à 2010, l'horloge était exposée dans le hall d'entrée de l'office de tourisme de Sélestat. En 2010, elle a été transférée aux archives municipales de Sélestat. On notera qu'une grande partie du rouage de mouvement, ainsi que la totalité du pendule, date de la restauration, et non de Schwilgué.

#### Calvaire
Une croix monumentale est élevée en 1817, lors de la fermeture du cimetière entourant autrefois l'église. Sculptée dans le grès jaune, elle comporte une inscription en allemand, ainsi que des décors de crâne, d'os et de guirlande.